# Bremer Stadtrecht
Das Bremer Stadtrecht war das im Laufe des Hochmittelalters entwickelte, 1303 erstmals kodifizierte Stadtrecht der Hansestadt Bremen. Es blieb bis zur Ablösung durch moderne Kodifikationen im Zusammenhang mit den Entwicklungen nach der Französischen Revolution und den Befreiungskriegen im 19. Jahrhundert trotz Änderungen und Weiterentwicklungen in Kraft. Letzte Reste des Stadtrechts wurden erst in der Folge der Novemberrevolution und der Bremer Räterepublik mit der Verfassung von 1920 beseitigt. Das Bremer Stadtrecht galt im Gebiet einer, im Vergleich zu anderen, z. B. insbesondere der des Lübischen Rechtes, kleinen Stadtrechtsfamilie. Es wurde sicher übernommen in den Städten Delmenhorst, Oldenburg, Verden und Wildeshausen sowie für das Weichbild Harpstedt. Der Bremer Stadtrechtsfamilie zuzurechnen gewesen sein könnte Neustadt am Rübenberge.

## Entwicklung des Bremer Rechts im Mittelalter

### Entwicklung bis zur Entstehung des Stadtrechtes
Bei der Entwicklung bis zur Kodifizierung des Stadtrechtes sind Entwicklung der Stadt Bremen zu einer Stadt, die selbstständig Recht setzen konnte, und die Entwicklungstendenzen des Rechtes in der Stadt zu unterscheiden. Ersteres ist die Voraussetzung, damit es zu einem eigenen Stadtrecht kommen konnte. Die innere Entwicklung, die daneben ablief, bestimmte dann weitgehend den Inhalt der Kodifikation.

#### Entwicklung der Stadtgemeinde zur Gemeinde mit eigener Rechtsetzung
Spätestens 789 wurde Bremen Sitz eines Bischofs im Zusammenhang mit der Missionierung der Sachsen. 848 übernahm Bischof Ansgar das Bremer Bistum und vereinigte die Bistümer Bremen und Hamburg nach Überfällen der Wikinger auf Hamburg. So bildete sich das Erzbistum Bremen, das die Rolle des Feudalherrn in Bremen übernahm. Am 9. Juni 888 erlangte der damalige Erzbischof Rimbert vom Kaiser Arnulf von Kärnten das Markt-, Münz- und Zollrecht. Hierdurch stand später der bremischen Bürgerschaft nur das Bistum und nicht noch weitere weltliche Herrschaften gegenüber. 965 wurde durch Otto I. ohne Rückgriff auf die Urkunde Arnulfs an das Bistum erneut das Marktrecht verliehen; diese Verleihung wurde 988 durch Otto III. bestätigt. Aus diesen Urkunden lässt sich aber bereits herauslesen, dass die ansässige Kaufmannschaft nicht zu den Hörigen des Bistums gehörte, sondern sich in einem anderen, die Gerichtsbarkeit einschließenden Rechtsverhältnis befunden haben muss.
Für das 12. Jahrhundert lässt sich dann die Herausbildung einer zumindest sprachlich vom Bistum abgegrenzten Stadt (civitas) nachweisen. 1139 wird in zwei bischöflichen Urkunden von der civitas und von cives (Bürgern) gesprochen; 1157 kam es zu einer Schenkung an das Domkapitel Bremen eines secus vallum in platea superiori civitatis, also eines am Wall der Obernstraße der Stadt gelegenen Hauses; der sogenannte Weidebrief des Erzbischofs von 1159 regelt die Abgrenzung der Viehweide der Bürgerschaft zu erzbischöflichen Kolonisten. Der Brief wurde einem Bürgerausschuss übergeben, der damit als Interessenvertreter der Stadt angesehen werden kann. In Auseinandersetzungen mit Heinrich dem Löwen trat die Stadt dann als Partei auf, auch wenn sie sich genötigt sah, auf die Vermittlung des Erzbistums zurückzugreifen. Nach dem Sturz Heinrichs gelangte 1180 der Erzbischof Siegfried I. von Anhalt auf den Bischofsstuhl. Siegfried verzichtete 1181 ausdrücklich zugunsten der universitas civitates nostre auf Hafengebühren, Schutz- und Friedensgelder.

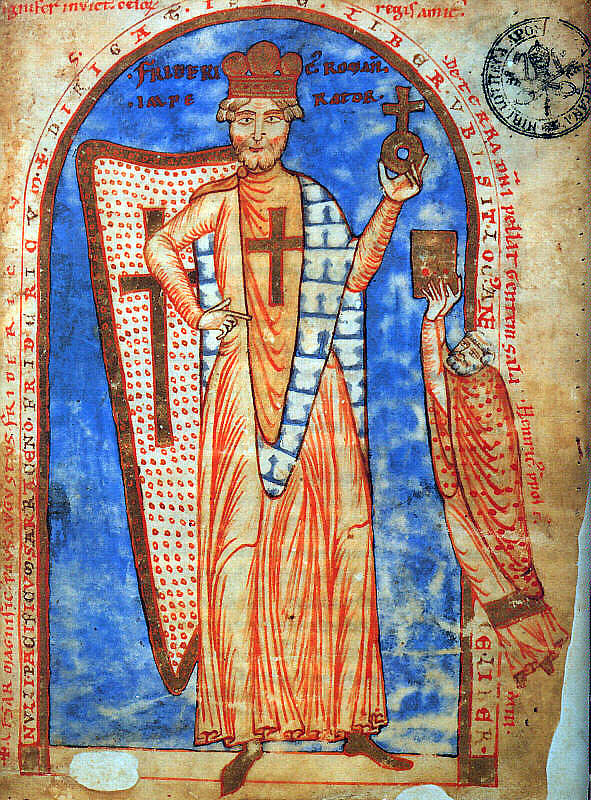
Zeitgenössisches Darstellung Friedrich I. Barbarossas

Siegfrieds Nachfolger Hartwig II. erwirkte 1186 ein Privileg Friedrich I. Barbarossas (Gelnhauser Privileg), in dem der Stadt dann Weichbildrechte verliehen wurden. Mit der Verleihung dieser Rechte war offiziell eine eigenständige Entwicklung eine bremischen Stadtrechtes überhaupt erst möglich. Bremen rief dann später aufgrund dieser Urkunde sogar erfolgreich Barbarossa um Hilfe gegen Bedrängung durch Erzbischof Hartwig an. Um 1200 trat die Bürgerschaft Bremens dann nach außen in Erscheinung, indem sie mit der Grafschaft Altena einen Vergleich schloss. In einer als concordia bezeichneten Übereinkunft mit Erzbischof Gerhard I. stehen sich die Stadt und das Erzbistum dann 1217 erstmals als gleichberechtigt gegenüber. In dieser Urkunde wird vom Erzbischof unter anderem bestätigt, dass zwei Bürger bei Auseinandersetzungen zwischen ihm als Stadtherren und der Stadtgemeinde das geltende Recht als ihr Recht bestätigen dürfen. Unter seinem Nachfolger Gebhard II. konnte die Stadt dann erhebliche Fortschritte in ihrer rechtlichen Selbstständigkeit erzielen. 1225 werden in einer Urkunde dieses Erzbischofs erstmals sieben consules als Vertreter der Stadt genannt. 1233 konnte sich Bremen die Auseinandersetzung Gebhards mit den Stedinger Bauern zu Nutze machen. Als Vorleistung für eine Beteiligung der civitas gestanden König Heinrich VII. (Sohn und Mitregent Kaiser Friedrichs II.) und der Erzbischof den Bremer Bürgern Privilegien und Bremen als verfasster Gemeinschaft seine eigenständigen Rechte und das Stadtrecht zu. Allerdings mussten 1246 die consules Bremenses et commune totius civitates Bremensis in Lesum erklären, Regelungen (wilcore) zu Lasten des Erzbischofes nur in Einvernehmen mit dem Bistum zu erlassen. Diese sogenannten Gebharhardsche Reversalen stützten sich auf das Statutum in favorem principum, das 1231 auf dem Hoftag zu Worms auf Betreiben der Reichsfürsten formuliert und im Folgejahr von Kaiser Friedrich II. bestätigt worden war. Gleichzeitig wurde das durch einen vom Bischof mit einem Vogt besetzte Gericht als das einzige Gericht anerkannt, ein Rückschritt gegenüber dem Gelnhauser Privileg, das die Civitas der kaiserlichen Gerichtsbarkeit unterstellt hatte. Dieser Verzicht wurde 1248 teilweise wieder aufgehoben und später durch Verpfändung des Vogteirechtes praktisch negiert.
Faktisch entwickelte sich die Stadt damit in Richtung einer vom Lehnsherrn unabhängigen Reichsstadt. Verbrieft wurde dieser Status allerdings erst viel später durch das Linzer Diplom von 1648. Erst 1666 erkannte das Königreich Schweden als Rechtsnachfolger des Erzbischofs im Friedensvertrag von Habenhausen diesen Status an.

#### Innere Entwicklung des bremischen Rechts vor der Kodifikation
Im Laufe der zweiten Hälfte des 12. Jahrhunderts und dann verstärkt im 13. Jahrhundert kam es zunehmend zur Aufzeichnung und schließlich zur Kodifikation von Stadtrechten im Heiligen Römischen Reich. Hintergrund hierfür war zum einen, dass im zunehmend komplexeren sozialen Leben in den Städten die Notwendigkeit für immer ausdifferenzierte Regelungen bestand, die schließlich von Einzelnen kaum noch vollständig behalten werden konnten. Weiterer Grund war, dass zunehmend auch gefordert wurde, dass das Bestehen oder Nichtbestehen von Rechten auch zu beweisen sei. Auch die Kodifizierung des Bremer Stadtrechtes ist Teil dieser Entwicklung. Hierbei ist allerdings das mittelalterliche Weltbild zu berücksichtigen. Danach konnte Recht nicht durch gesetzgeberische Eingriffe gestaltet werden, sondern nach diesem theozentrischen Weltbild war Recht letztlich durch die göttliche Ordnung vorgegeben. Es musste lediglich „gefunden“ und gegebenenfalls aufgezeichnet werden. Es handelte sich nach dem Verständnis der damaligen Zeit vor allem um eine Kodifizierung des vorher bestehenden Gewohnheitsrechts, wobei dies auch die Einbeziehung von Traditionen des römischen Rechtes einschloss. In den Stadtrechten niedergelegte Regelungen hatten grundsätzlich zwei Quellen: Zunächst die vom Feudalherren verliehenen Rechte und zum zweiten die Willküren als aus der Rechtspraxis, etwa aus früheren Urteilen oder aus Beschlüssen des Rates übernommenes oder beschlossenes Recht. Wobei die Grenzen dieser Quellen fließend sein konnte – Privilegien konnten als Willküren übernommen werden, Willküre aber auch per Privileg bestätigt werden.
Das Stadtrecht sollte auf ältere landesherrliche Regelungen zurückgreifen. Von den gewährten Privilegien ist das Gelnhauser Privileg von 1186 das älteste verliehene Recht, auf das zurückgegriffen wurde, indem ähnliche Regelungen zum Bürgerrecht übernommen wurden. Auch etwa die 1206 erzbischöfliche Regelung zur Aufhebung der Gerade im Erbrecht findet sich im Stadtrecht wieder. Andererseits waren Tendenzen zur willkürlichen Setzung von Recht – etwa durch die Gebharhardsche Reversalen von 1246 – unterbunden worden. Diese verwahrten sich ausdrücklich gegen Rechtssetzungen durch die Stadt im Bereich der durch Strafzahlungen lukrativen Kriminalgerichtsbarkeit.

### Kodifikation des Bremer Rechts 1303–1308

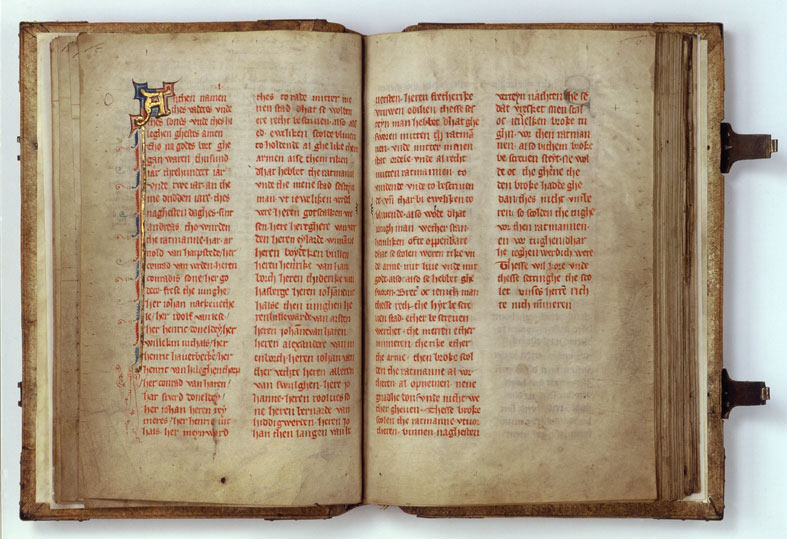
Das Bremer Stadtrecht von 1303

Die Personengruppe, die in Bremen die Kodifizierung in Angriff nahm, ist in der Stadtrechtsurkunde von 1303 namentlich genannt. Dort wird erwähnt, dass alle 14 Mitglieder des Rates eine Niederlegung des Stadtrechtes vereinbart hätten. Nach diesen Vereinbarungen bestimmten der Rat und mene Stad 16 weitere Personen aus den 16 Stadtvierteln, die die Kodifikation durchzuführen hatten. Der Rat der Stadt und die zusätzlichen Sechzehn formulierten dann das Stadtrecht. Die Ratsherren und die Vertreter der Stadtviertel gehörten alle den damals führenden und ratsfähigen Familien der Stadt an. Diese Familien entstammten vielfach entweder selbst den Ministerialengeschlechtern des Bremer Erzbistums, oder waren eng mit den Ministerialen verbunden. Kaufleute gehörten diesen Familien noch nicht an. Darüber hinausgehende Hintergründe lassen sich nur vermuten, da die Quellen insoweit schweigen. Gesichert ist, dass die Kodifizierung vor dem Hintergrund erheblicher Spannungen in der bremischen Oberschicht stattfand, von der der Anstoß zur Kodifikation ausging. 1304 kam es zur Ermordung des angesehenen Ratsherrn Arnd von Gröpelingen durch Söhne aus einflussreichen Familien in seinem Haus. Es folgten erhebliche Auseinandersetzungen über die Bestrafung der Täter, die zur Ratsfehde von 1304/1305 und der Ausweisung mehrerer einflussreicher Familien führten. Betroffen waren auch Familien, deren Mitglieder an der Kodifizierung mitgewirkt hatten. Schwarzwälder zieht hieraus den Schluss, dass die obsiegenden Familien sich das kodifizierte Recht zunutze machten; von anderer Seite wird vertreten, dass die Kodifizierung der Versuch gewesen sei den Spannungen entgegenzuwirken. Die erste Kodifikation des Stadtrechtes erfolgte insgesamt über einen Zeitraum vom 1. Dezember 1303 bis zum 21. Dezember 1308. Der Kernbestand des Stadtrechtes war hierbei allerdings bereits im Laufe des Jahres 1305 fertiggestellt.

### Weiterentwicklungen
In der Folge wurde die Stadtrechtskodifikation durch Novellen und ordele (Urteilssprüche) des Rates stetig erweitert und ergänzt. Besondere Bedeutung hatten die Ergänzungen zur Ratsverfassung. Das ursprüngliche Stadtrecht schwieg sich gerade zu dieser Frage weitgehend aus. Grundlegend war dann die Festsetzung der Ratsfähigkeit und nach welchen Regeln der Rat zu ergänzen sei von 1330. Ein ratsfähiger Mann musste demnach frei und ehelich geboren sein, mindestens 24 Jahre alt sein und Grundstücke im Wert von 32 Mark Silber besitzen. Seit der Niederschlagung des sogenannten Bannerlaufs, eines Aufstandes der Zünfte gegen die Vorherrschaft der Kaufleute, musste seit 1365 jeder Bürger zur Erlangung des Bürgerrechts seine Treue gegenüber dem Senat durch den Bürgereid bekunden.

#### Neukodifikationen von 1428 und 1433

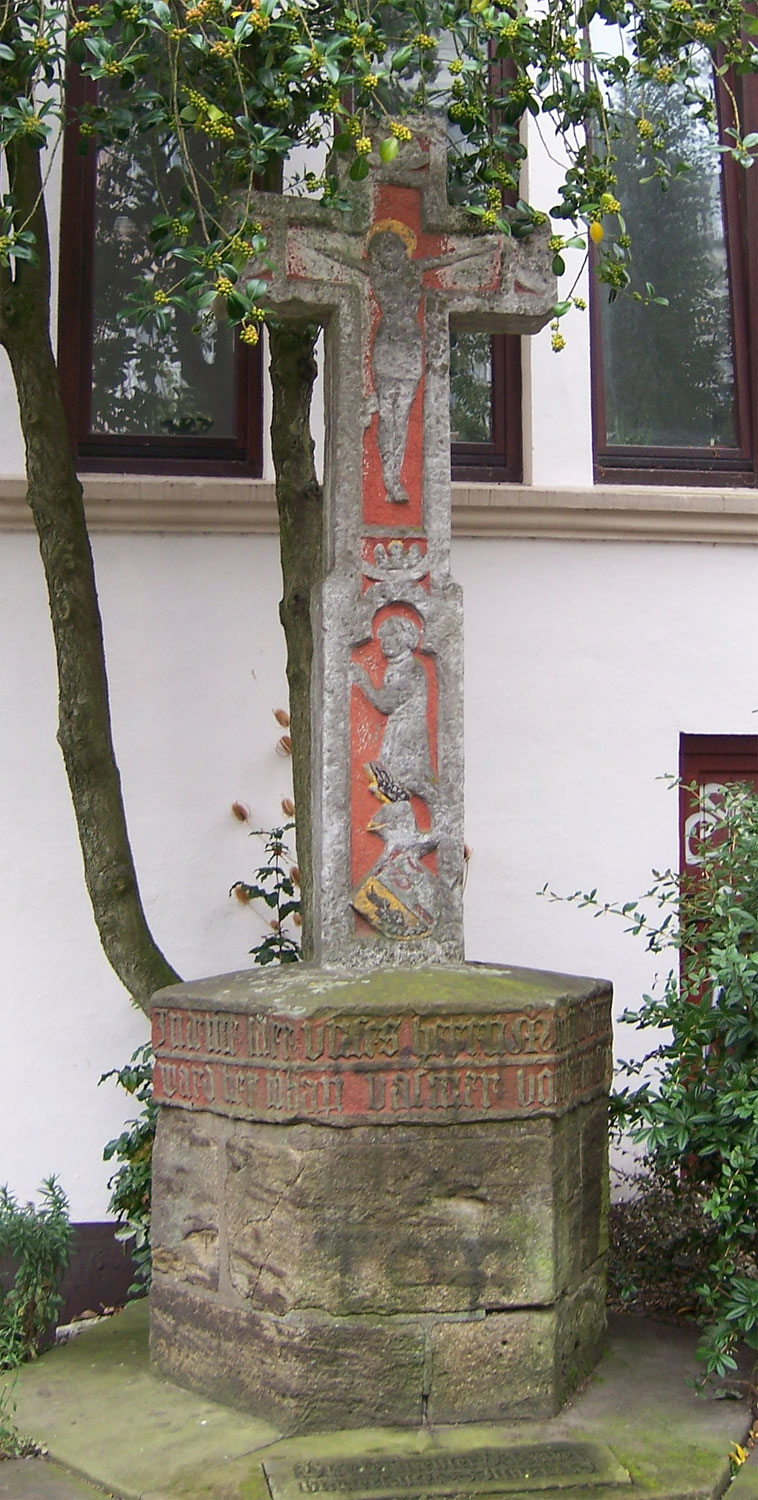
An der Stelle der Hinrichtung Johann Vasmers errichtetes Sühnekreuz (Replik auf Originalsockel)

Das auch machtpolitisch nach außen expandierende Bremen erlebte im ersten Drittel des 15. Jahrhunderts erhebliche Rückschläge. Hatte es sich zunächst zur Sicherung der Weserschifffahrt in Rüstringen gegen verschiedene friesische Häuptlinge und auch gegen die Grafschaft Oldenburg durchgesetzt, wurde Bremen von einer Koalition der Rüstringer Friesenhäuptlinge wieder vertrieben. In der Folge kam es innerhalb Bremens zu erheblichen Unruhen, die schließlich zum Umsturz in der Stadt führten. Der Rat wurde zum Rücktritt gezwungen, die Bürgerschaft wählte aus ihrer Mitte einen neuen Rat. In der Folge wurde Bremen 1427 aus der Hanse ausgeschlossen und die Reichsacht über die Stadt verhängt. 1428 kam es in der Folge des Umsturzes schließlich zu einer Neukodifikation des Stadtrechtes. Inhaltlich werden die alten Regelungen weitgehend übernommen, allerdings neu gegliedert, lediglich die Ratsverfassung wurde völlig neu gefasst. Hierbei wird erstmals der Versuch unternommen die Einzelregelungen thematisch zu gliedern. Erfasst wird nur das ursprüngliche Stadtrecht ohne spätere Novellen, dieses bleibt in der Sache allerdings unverändert. Bedeutsam ist allerdings die Neuregelung der Zusammensetzung des Rates, die aller Wahrscheinlichkeit der wirkliche Grund für die erneute Kodifikation war. Die inneren Unruhen hielten allerdings an und führten schließlich zur Hinrichtung des Bürgermeisters Johann Vasmer. In der Folge der Hinrichtung verbündeten sich Anhänger Vasmers und Angehörige der ehemaligen Ratsfamilien mit umliegenden Mächten. Es gelingt ihnen die Stadt einzunehmen und die Macht wieder an sich zu nehmen. In der Folge kommt es erneut zu einer Neukodifikation. Diese berücksichtigt nun die Novellen, wenn auch nicht alle, und gliedert den Text erneut um. Die „neue“ Gliederung greift allerdings weitgehend die alte Gliederung von 1303 wieder auf, die Abschnitte III. (Statuten) und IV (Ordelen/Urteile) finden sich in der Kodifikation wieder. Es wird 1433 wieder auf die alte Ratsverfassung zurückgegriffen und die Ratsordnung von 1398 im Wesentlichen wieder in Kraft gesetzt und in das Stadtrecht integriert. Diese Fassung sollte dann den Abschluss des Bremer Stadtrechtes darstellen und weitergelten. Nach der Rückkehr zu den alten Verhältnissen wurde Bremen wieder in der Hanse aufgenommen und konnte gegen nicht unerhebliche Sühneleistungen gegenüber Vasmers Erben auch die Reichsacht wieder von sich abwenden.

#### Weiterentwicklungen in der Neuzeit

##### Weiterentwicklungen durch die Kundigen Rollen
Durch die Fassung von 1433 galt die Kodifizierung des Bremer Stadtrechts als letztlich abgeschlossen. Die weitere Entwicklung erfolgte durch die Praxis der Rechtsprechung, die in weiten Teilen beim Rat lag und durch Verordnungen und Satzungen des Rates. Bekanntgegeben wurden die Neuregelungen auf einer jährlich zu Laetare (3. Sonntag vor Ostern) vor dem Bremer Rathaus einberufenen Bürgerversammlung („Bursprake“). Bei dieser Versammlung wurden die geltenden Satzungen und Verordnungen verlesen. Die Verlesung fand zunächst von der Rathauslaube statt. Diese Laube befand sich über dem heutigen Eingang zum Ratskeller. Später erfolgte sie von der Güldenkammer des Rathauses aus. Wurden bei der „Bursprake“ zunächst alle Regelungen verlesen, so entstand im 15. Jahrhundert die Praxis, nur noch Polizeiverordnungen zu verlesen. Es wird angenommen, dass bereits im 14. Jahrhundert alle derartigen Regelungen eigenständig gesammelt wurden. Im Ratsdenkelbuch ist eine Abschrift von 147 Verordnungen und Satzungen von 1450 erhalten. Das Denkelbuch war 1395 vom Rat angelegt worden, um für die Stadt wichtige Schriftstücke einzutragen. Benannt wurde dieser Abschnitt zunächst mit „De olde kundich breff“ überschrieben, später wurde diese Überschrift durch „oder Rulle“ ergänzt. 1489 wurde eine ergänzte Abschrift der Rulle von 1450 erstellt und in den folgenden Jahren weiter ausgebaut. Hierbei wurden Pergamentblätter aneinander genäht, so dass die Rolle immer länger wurde. Insgesamt enthielt sie nach und nach 225 Artikel. Die letzte Ergänzung stammt von 1513. Bei einer Breite von etwa 15 cm wies die gesamte Rolle eine Länge von zum Schluss 6,93 m auf. Diese Rechtssammlung wurde als „Kundige Rolle“ (bzw. „Kundige Rulle“) bezeichnet. Insgesamt kann davon ausgegangen werden, dass auf Grund der deutsch-rechtlichen Ausprägung des Bremer Stadtrechtes die Bekanntgabe von Rechtsnormen für die Wirksamkeit des Rechtes nicht von Bedeutung war. Dies unterschied das norddeutsch-sächsische Bremer Stadtrecht von süddeutschen Stadtrechtsfamilien, die über oberitalienische Einflüsse stärker von den entsprechenden Gedanken des römischen Rechts beeinflusst waren.
Zwar war die Kundige Rolle, die zur Verlesung des geltenden Rechts genutzt wurde, das grundlegende Rechtsdokument, aber nicht alle Rechtsänderungen sind auf ihr vermerkt. Vielmehr dienten hierzu Abschriften als Kanzleiexemplare in Form von Heften. Das älteste erhaltene Kanzleiexemplar enthält die Änderungen bis 1549. Ein zweites Kanzleiexemplar dann die Änderungen aus der zweiten Hälfte des 16. Jahrhunderts. Es folgten eine Abschrift mit den Änderungen von 1606 bis zur Mitte des 17. Jahrhunderts und zuletzt ein Exemplar mit Änderungen zwischen 1656 und 1756. In der Praxis war der Rat auch dazu übergegangen Verordnungen und „Proklame“ schriftlich zu veröffentlichen. Dies war durch die in der Folge der Reformation eingerichteten Kirchschulen und die damit einhergehende gestiegene Alphabetisierung der Bevölkerung möglich geworden. Nach dem Aufstand der 104 Männer 1523 und der Wiederherstellung der Herrschaft des Senats im Folgejahr wurde 1534 die Neue Eintracht verabschiedet, die neben der Präzisierung der alten Ordnung auch vorsichtige Neuerungen enthielt. Die älteste überlieferte Verordnung des Rates, die in gedruckter Form verbreitet wurde, war die Bremer Kirchenordnung, die durch Johann Timann ebenfalls in der Folge der Ereignisse von 1530/1532 erarbeitet und vom Rat als Verordnung erlassen worden war. Diese wurde allen Pastoren in Bremen ab 1588 in gedruckter Form übergeben. Die erste gedruckte Proklamation des Rates stammt ebenfalls aus dem Jahr 1588 und betraf die Einrichtung von Wochenmärkten in den damals zu Bremen gehörenden Orten Lehe und Neuenkirchen. Allerdings gerieten die Ordnungen und Proklame häufiger durch Nichtwiederholung in Vergessenheit oder wurden nicht mehr als verbindlich betrachtet. 1650 folgte daher der Druck einer, allerdings nicht offiziellen, „Sammlung verschiedener Verordnungen, welche in Handlungs-, Schiffahrts- und Policey-Sachen der Kayserl. Freyen Reichs-Stadt Bremen so in älteren als neueren Zeiten ausgegangen“ durch die Ratsdruckerei. Die Verlesung der Kundigen Rolle in der Bursprak war mittlerweile unpraktisch geworden und wurde 1756 endgültig vom Rat aufgegeben. Vielmehr ließ dieser 1756 eine Ausgabe der Kundigen Rolle drucken, der auch die Neue Eintracht von 1534 beigegeben wurde. 1810 erfolgte die erneute Veröffentlichung der seither ergangenen und noch gültigen Verordnungen. Ab 1813 sollte dann jährlich eine „Sammlung der Verordnungen und Proclame des Senats der freyen Hansestadt Bremen“ erfolgen. Ab 1849 in der Folge der Märzrevolution von 1848 wurden dann die Gesetzesblätter der Freien Hansestadt Bremen jährlich veröffentlicht.

##### Reformen und Reformversuche

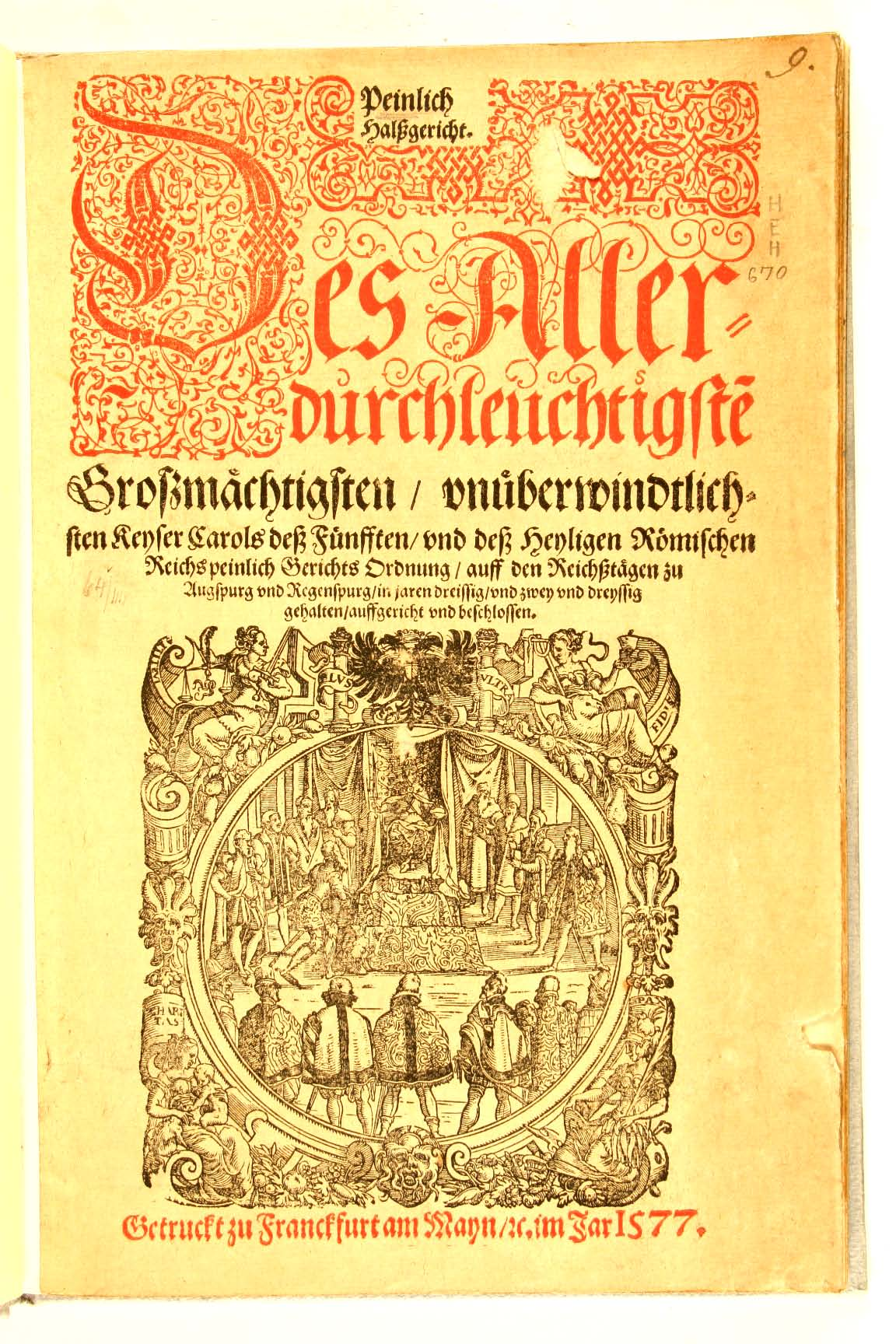
Deckblatt zur Constitutio Criminalis Carolina Kaiser Karls V. (Frankfurt am Main, 1577).

1532 war es kurzzeitig mit dem Aufstand der 104 Männer zu einem revolutionären Umsturz gekommen, die Macht hatte ein neuer Rat von 104 Männern an sich genommen. Im Gegensatz zu 1429 wurde jetzt aber kein neues Stadtrecht formuliert. Das neue Regime hielt sich letztlich auch nicht lange. Bereits 1534 kam es zu einer Neuen Eintracht und damit zur Wiederherstellung der alten Verhältnisse. Zwar galt das Bremer Stadtrecht mit der Kodifikation von 1433 als abgeschlossen, was in der Neuen Eintracht auch betont wurde, aber spätestens nach der Herrschaft der 104 Männer 1530–1532 und der Neuen Eintracht von 1534 galt das Stadtrecht im 16. Jahrhundert als überarbeitungsbedürftig.
Seit dem 16. Jahrhundert wurden mehrfach Verträge zwischen dem Rat und der Gemeinde mit der Bezeichnung Eintracht geschlossen, in der einzelne Artikel des Stadtrechts interpretiert wurden.
Besonders verdient haben sich der Bürgermeister Heinrich Krefting und sein Neffe und Bremer Syndicus Johann Wachmann der Ältere um eine Weiterentwicklung des Stadtrechtes gemacht. Krefting hatte 1590 noch als Professor an der Universität Heidelberg eine Schrift zur Reformierung des Bremer Stadtrechtes (Dispositio et Commentatio statutorum reipublicae Bremensis) verfasst. Im Dezember 1591 wurde er dann zum Ratsmitglied gewählt und schließlich 1605 sogar zum Bremer Bürgermeister. Nach dem Eintritt in den Rat hat Krefting die Reformierung in Angriff genommen. Der erste Erfolg war hierbei 1592 die Reformierung der Abschnitte zum Strafrecht. Dieses wurde an die 1532 in Kraft getretene Peinlichen Halsgerichtsordnung (Constitutio Criminalis Carolina) Karls V. angepasst. Die von ihm angestrebte große Reformierung kam indessen nicht zustande.
Krefting und der mit ihm zusammenarbeitende Johann Almers gingen davon aus, dass das sächsische Recht stets nur insoweit gegolten habe, wie es ausdrücklich übernommen wurde. Ansonsten sei von der praktischen Anwendung des vom römischen Recht stark beeinflussten gemeinen Rechts auszugehen. Auf dieser Annahme basierte der Entwurf eines Verbeterden Stadtbooks, der von Krefting initiiert, durch seine Dispositio et Commentatio theoretisch beeinflusst und in der konkreten Ausführung von Almers erstellt wurde. Der Entwurf sah eine vollständige Neugliederung und Überarbeitung auf der Basis der zu der Zeit modernsten Erkenntnisse vor. In den Debatten mit der Wittheit als Gesamtheit aller Räte und Bürgermeister konnte sich Krefting zunächst in weiten Teilen trotz erheblicher konservativer Widerstände durchsetzen. Als aber der zugezogene Bürgerausschuss sich für getrennte Debatten nach Kirchspielen aussprach und sich dabei erheblicher Widerstand andeutete, zog der Rat den Entwurf des neuen Stadtrechtes zurück. Krefting und im geringeren Umfang Almers verfassten daraufhin als Glossatoren eine Glosse zum Stadtrecht von 1433, in der sie auf eine teilweise Novellierung wenigstens dreier Teilbereiche drängten: Die Regelungen zur Zahlungsunfähigkeit und zur Schuldknechtschaft sollten entsprechend den allgemein in der Hanse geltenden Vorschriften gemildert werden; die von der Reichspolizeiordnung von 1577 vorgesehene obrigkeitliche Aufsicht über Vormünder sollte eingeführt werden; die Regelungen zum Ehebruch sollten entsprechend der Reichspolizeiordnung verschärft werden und nicht mehr als bloße Ordnungswidrigkeit verfolgt werden. Die Reformversuche wurden durch Kreftings Tod 1611 unterbrochen, später aber durch den Neffen Kreftings, Johann Wachmann dem Älteren, wieder aufgegriffen und in Glossen fortgeführt. Angefangen hatte Wachmann hierbei 1625. Gedacht war die Arbeit ursprünglich als Gedächtnisschrift für seinen geschätzten Onkel. Er fasste die Glossen Kreftings zum Verbeterden Stadtbooks zunächst mit dem Verbeterden Stadtbooks zusammen; die entsprechende Arbeit vollendete er 1634. In späteren Ausgaben dieses Codex Glossatus vermehrte er dies durch eigene Glossen und nach Almers Tod auch noch durch Glossen Almers. Dieses Werk ist in vielen Abschriften erhalten, was auf eine erhebliche Nutzung in der rechtlichen Praxis hindeutet.

### 19. Jahrhundert: Entwicklung und Ablösung

#### Napoleonische Kriege
Zu Beginn des 19. Jahrhunderts erloschen gemäß § 27 des Reichsdeputationshauptschlusses alle Rechte des Domkapitels in Bremen. Bremen war neben Augsburg, Lübeck, Nürnberg, Frankfurt und Hamburg eine der wenigen verbleibenden Reichsstädte. Mit dem Ende des Heiligen Römischen Reichs 1806 wurde Bremen zum souveränen Staat. Damit ergab sich für das Stadtrecht der Hansestadt, dass es sich vom Partikularrecht zum Recht eines souveränen Staates wandelte. Bereits 1808 wurde Bremen allerdings durch Frankreich unter Napoléon Bonaparte gezwungen den Code Napoléon einzuführen, der im Privatrecht das alte Stadtrecht damit ablöste. Am 13. Dezember 1810 annektierte Frankreich dann Bremen, trotz der vorher verfolgten Politik der Neutralität. Bremen wurde damit zunächst eine französische Provinzstadt, für die vollständig das französische Recht galt. Die Besetzung wurde am 15. Oktober 1813 durch den Einmarsch General Tettenborns beendet. Von den Änderungen durch den Code Napoléon blieb die Einführung eines Standesamtes, das für die Registrierung von persönlichen Angelegenheiten (Geburt, Heirat, Tod) zuständig war. Es entstanden ein Handelsgericht, die Handelskammer und eine Handelsbörse.

#### Restauration des Stadtrechtes
Bereits am 6. November 1813 konstituierte sich der Rat der Stadt neu und führte das alte Recht wieder ein. Der Rat berief sich hierbei auf die von Johann Smidt entwickelte Kontinuitätstheorie, nach der das Bremer Recht altdeutsch und auf dem bremischen Boden gewachsen sei; die erzwungenen Änderungen Napoléons seien nur eine vorübergehende Räubertat ohne Bedeutung gewesen. Der Rat sagte allerdings zu, „baldmöglichst“ Vorschläge für Änderungen des Bremer Rechts vorlegen zu wollen. Smidt konnte als Unterhändler der Stadt auf dem Wiener Kongress erreichen, dass die Souveränität Bremens anerkannt wurde. Damit hatte sich zunächst die Restauration durchgesetzt, jedoch hatte sich auch ein Reformpartei formiert, die vor allem auf verfassungsrechtliche Änderungen drängte. Die vom Rat vorgeschlagenen Änderungen wurden vom traditionell nach Kirchspielen getrennt beratenden Bürgerconvent allerdings abgelehnt. Es wurde von einer Vorbereitungskommission für die Constitutionsverhandlungen vielmehr ein Gegenvorschlag erarbeitet. Dieser Vorschlag sah eine Abkehr vom überkommenen Kommunalismus und die Bildung eines Zweikammerparlaments, Gewaltenteilung mit deutlicher Trennung von Judikative, Legislative und Exekutive vor, der Rat sollte nur noch exekutive Funktion haben. Bereits 1814 bildete sich dann eine gemischte Verfassungsdeputation, die über eventuelle zeitgemäße Änderungen beraten sollte. Mit der Bundesakte hatte sich Bremen auch verpflichtet, sogenannte „landständische Verfassungen“ zu schaffen. Allerdings sahen auch die Vertreter der Reformpartei nicht ein allgemeines Wahlrecht vor, auch wenn ein Drittel der Bürgerschaft gewählt werden sollte. Das Wahlrecht sollte vielmehr auch weiter ständisch orientiert sein, lediglich sollte es nun auch auf Handwerker ausgedehnt werden. Insgesamt setzten sich aber in der Deputation die auf die Restauration bedachten Kräfte durch, die Reformkräfte verzettelten sich in Einzelproblemen. Der Hauptbericht der Deputation vom 1814 sah zwar eine schärfere Abgrenzung der Kompetenzen des Rates und der Bürgerschaft vor, ansonsten blieb es im Wesentlichen bei der alten Konstitution. In der Folge kam es zwar – etwa in der Folge der Julirevolution 1830 in Frankreich – immer wieder zu einer Verfassungsdebatte, diese Debatten verliefen aber ergebnislos. Immerhin kam es 1837 zur Erarbeitung eines neuen Verfassungsentwurfes.
Konnte auch eine Verfassungsänderung politisch nicht durchgesetzt werden, so führte die Debatte um die Verfassung zur wissenschaftlichen Auseinandersetzung mit der Rechtsgeschichte Bremens. Der Rechtsanwalt Ferdinand Donandt (1803–1872) verfasste sein zweiteiliges Werk „Versuch einer Geschichte des Bremischen Stadtrechts“ 1830. Diese Arbeit stand in der Tradition der Historischen Rechtsschule und stützte sich auf die mittelalterlichen Urkunden. Donandt war ein Vertreter der liberalen Reformkräfte. Zweck des Werkes sollte es sein, bei Verfassungsentwürfen über das notwendige Wissen für eine Neugestaltung der Verfassung zu verfügen und nicht zu überstürzt zu handeln.

#### Revolution von 1848 und erneute Restauration
Schon im Vorfeld der Märzrevolution von 1848 hatte sich in Bremen eine Mittelstandsbewegung gebildet. Getragen wurde diese zunächst von Handwerksmeistern und Lehrern. Im November 1847 wurde von 204 Personen in diesem Zusammenhang ein „Bürgerverein gegründet“, der sich die Verfassungsänderung zum Ziel setzte. Innerhalb weniger Monate wuchs der Verein, als erste formell gegründete Partei Bremens, vor allem durch den Eintritt von Juristen und Kaufleuten auf 1320 Mitglieder an. Der Bremer Bürgerverein stellte sich in Bremen an die Spitze der Revolution von 1848. In einer Märzpetition vom 5. März 1848 wurde das Allgemeine Wahlrecht, die Einrichtung eines Bürgerparlaments und Pressefreiheit gefordert. Ergänzt wurde die mit Forderungen nach Gewaltenteilung, unabhängigen Gerichten und der Einführung von Geschworenengerichten. Die Petition wurde von 2.100 Bürgern unterzeichnet. In der Folge kam es zur Bildung einer verfassungsgebenden Versammlung nach einer allgemeinen Wahl. Die daraufhin formulierte Verfassung war stark von Ferdinand Donandt geprägt, der 1848 Vizepräsident und 1852 schließlich Präsident der Bürgerschaft und damit des Parlamentes werden sollte. Mit der „Verfassung des Bremischen Staates“ vom 21. März 1849 wurde die im alten Stadtrecht vorgesehene Ratsverfassung abgelöst.
Insgesamt war die Verfassung aber eine Verbindung neuer und alter Elemente. So sah die Verfassung einen Dualismus im Bereich der Legislative vor, indem der Senat, dessen Mitglieder lebenslang im Amt blieben, neben der Bürgerschaft zur Gesetzgebung befugt sein sollte. Der Senat war dabei von Donandt als ein „Element der Ruhe“ angesehen worden. Zusammengesetzt sein sollte der Senat aus fünf Juristen und fünf Kaufleuten.
Am 29. März 1852 verfügte der Senat einseitig die Aufhebung der Verfassung. Berufen konnte er sich auf eine möglicherweise drohende Intervention des Bundes, insbesondere Preußens, und vom Bund geforderte Strukturänderungen. Es wurde schließlich ein Achtklassenwahlrecht für die Bürgerschaft eingeführt, um den ständischen Kräften eine Stärkung zu verleihen. Der Senat erhielt im Wesentlichen die alten Rechte zurück. Befürworter dieser Änderung beriefen sich hierbei darauf, dass die Aufgabe der Seestädte die Sicherstellung des deutschen Außenhandels sei, was nur unter gebührender Berücksichtigung der kaufmännischen Elemente möglich sei. Diese Staatsverfassung wurde letztlich erst nach der Niederschlagung der Bremer Räterepublik durch die „Verfassung der freien Hansestadt Bremen“ vom 18. Mai 1920 abgeschafft. Die Verfassung von 1920, wie auch die Landesverfassung der Freien Hansestadt Bremen von 1947, stärkten bewusst die Stellung der Bremer Bürgerschaft als Parlament entgegen der traditionell starken Stellung des Rates nach der alten Ratsverfassung.

#### Ablösung des Straf- und Zivilrechtes durch Reichsrecht

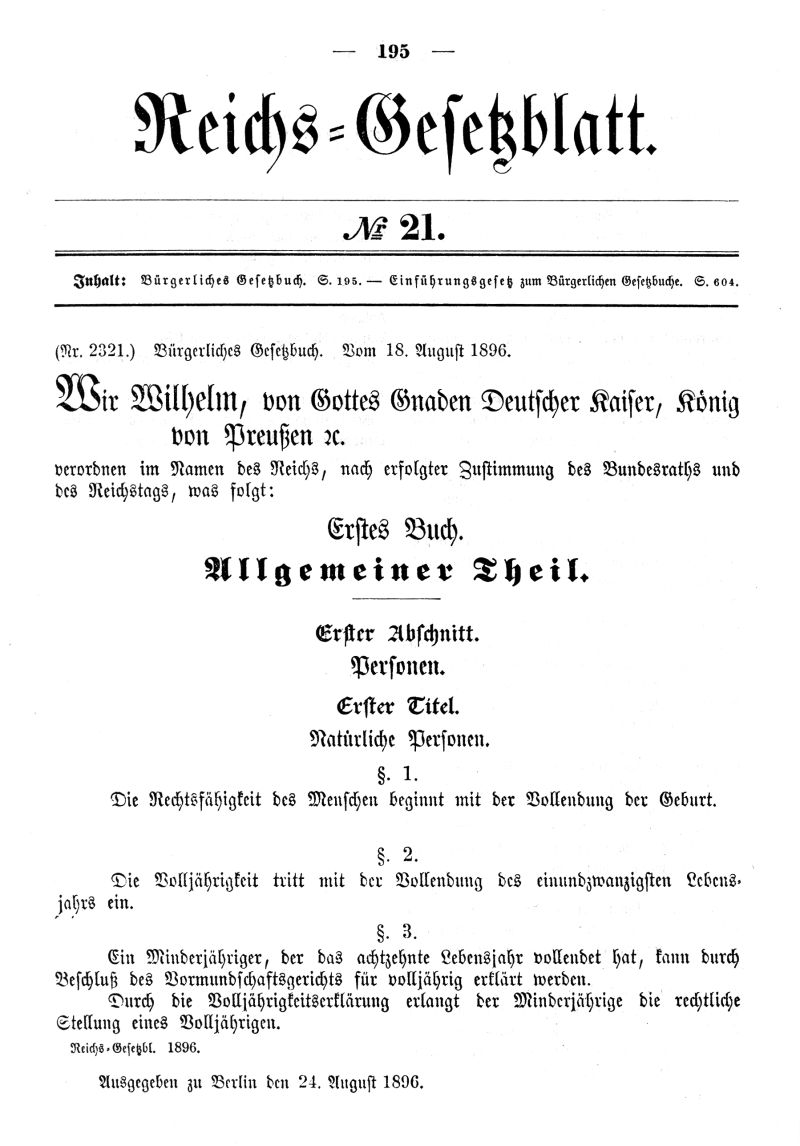
Verkündigung des Bürgerlichen Gesetzbuchs im Reichsgesetzblatt (1896, S. 195)

Bremen wurde Mitglied des 1866 gegründeten Norddeutschen Bundes und trat 1871 dem Deutschen Reich bei. Die Gesetzgebung des Norddeutschen Bundes verdrängte bereits teilweise die älteren Bestimmungen des Stadtrechtes. Durch den Beitritt zum Deutschen Reich wurde das Bremer Stadtrecht erneut Partikularrecht und wurde durch die Kodifikationen des Reiches schließlich weitgehend ersetzt.
Zunächst zu nennen ist die Gewerbeordnung des Norddeutschen Bundes von 1869. Durch die Gewerbeordnung wurde das Recht der gewerblichen Angestellten der Mitgliedsstaaten des Bundes durch modernere, am Liberalismus des 19. Jahrhunderts orientierte Regelungen ersetzt. Arbeitsverhältnisse waren nun bei Angestellten der Wirtschaft normale schuldrechtliche Verträge. § 152 der Gewerbeordnung erlaubte ausdrücklich die Bildung von Gewerkschaften als Vertreter der Arbeiterschaft. Ergänzt wurde dies später durch Vorschriften des Reiches zur Sozialversicherung und zur Arbeitssicherheit.
Bereits am 15. Mai 1871 wurde das Reichsstrafgesetzbuch verabschiedet und damit eine einheitliche Regelung des Strafrechts im gesamten Deutschen Reich herbeigeführt. Die strafrechtlichen Bestimmungen des Stadtrechtes verloren daher mit dem Inkrafttreten des Strafgesetzbuches am 1. Januar 1872 ihre Bedeutung. Es folgten die Reichsjustizgesetze, die am 1. Oktober 1879 in Kraft traten. Durch diese Gesetze wurden eine einheitliche Gerichtsstruktur und einheitliches Prozessrecht geschaffen. Die bisherige Gerichtsordnung Bremens wurde durch die Gründung des Landgerichts Bremen und des Amtsgerichts Bremen abgelöst, die sich nach den neuen Prozessordnungen zu richten hatten.
Durch die Kodifikation des Privatrechtes im Bürgerlichen Gesetzbuch wurden die übrigen zivilrechtlichen Bestimmungen des Partikularrechtes zum 1. Januar 1900 ersetzt.
Mit Ausnahme der schließlich 1920 ersetzten Ratsverfassung war das Bremer Stadtrecht damit abgelöst worden.

## Inhaltliche Gestaltung des Stadtrechtes
Verfasst ist das Bremer Stadtrecht von 1303 in einer frühen Form des Mittelniederdeutschen.

Inhaltlich ging Eckhardt davon aus, dass das Bremer Stadtrecht im Wesentlichen eine Aufzeichnung bereits vorher bestehenden Rechtes darstelle. Allerdings sind entgegen dieser Annahme etwa ein Viertel aller Bestimmungen direkte Übernahmen aus dem Hamburger Stadtrecht, dem sogenannten Ordelbook (etwa 1270) unter anderem ein Block von 45 Vorschriften. Das Hamburger Recht hatte seinerseits erhebliche Anleihen beim Sachsenspiegel Eike von Repgows gemacht. So waren 23 der genannten 45 Vorschriften ihrerseits bereits im Sachsenspiegel enthalten. 

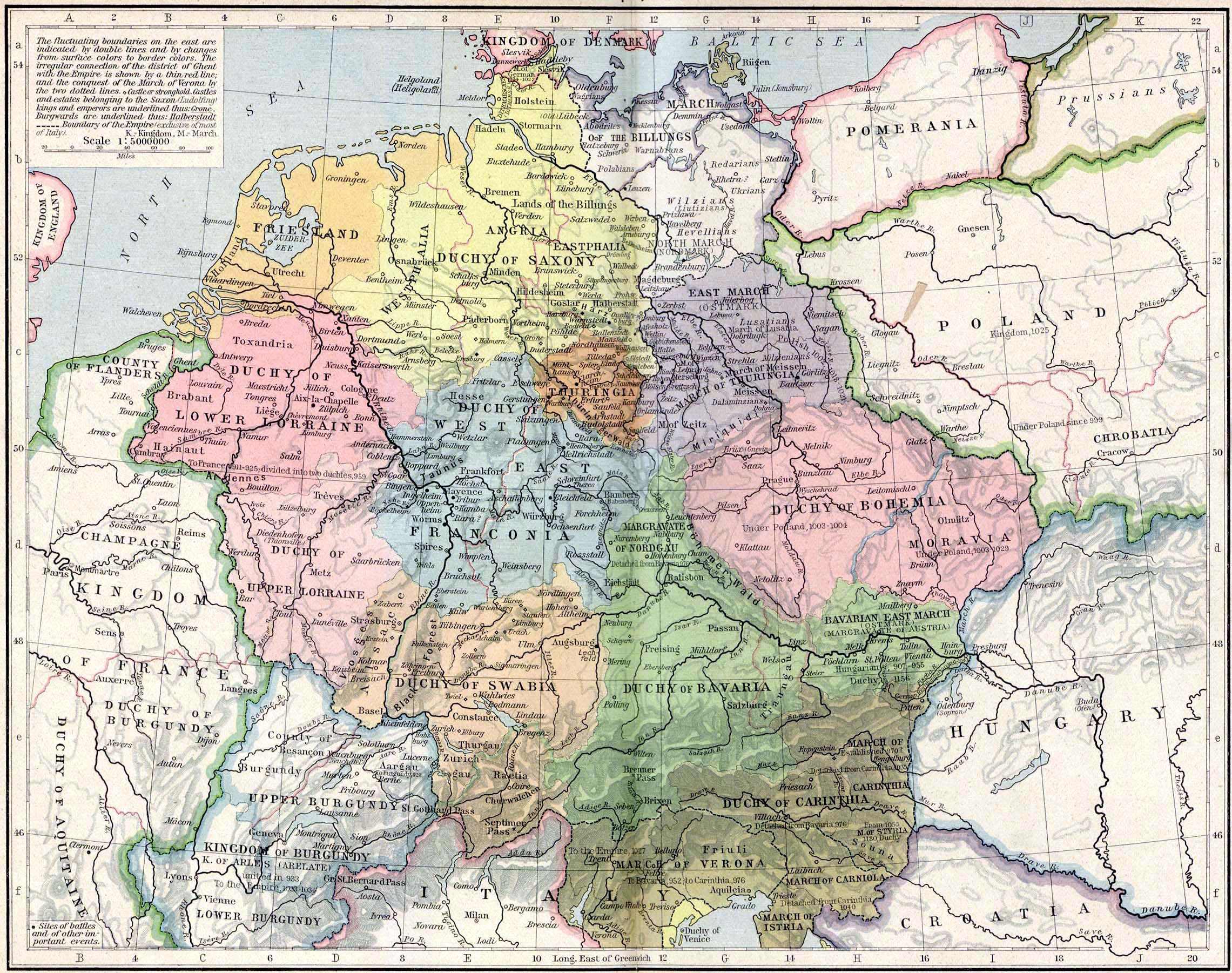
Sachsen in Mitteleuropa im 10.–12. Jahrhundert

 Der Sachsenspiegel selbst erhob zwar den Anspruch das Recht des gesamten Sachsen (etwa heute das Gebiet der Bundesländer Sachsen, Sachsen-Anhalt, Niedersachsen und den westfälischen Teil Nordrhein-Westfalens) abzubilden, es bestanden aber erhebliche Lücken, die von den Stadtrechten aufgearbeitet werden mussten. So fehlte im Sachsenspiegel der in den Städten wichtige Bürgerstand etwa vollständig. Dies war ein wesentlicher Gesichtspunkt, der bei der Kodifizierung der Stadtrechte aufgegriffen werden musste.
Gegliedert wurde das Stadtrechtsbuch in vier Abschnitte, wobei die Abschnitte IV und ein erheblicher Teil des Abschnittes III Übernahmen aus dem Ordelbook Hamburgs und damit teilweise Rezeptionen des Sachsenspiegels sind. Allerdings wurde bei den Übernahmen erkennbar eine Auswahl getroffen. Der Abschnitt I enthielt Regelungen zum Güter-, Vormundschafts- und Erbrecht, der zweite Abschnitt, der mit „Not-Wehre“ überschrieben ist, strafrechtliche Bestimmungen. Der erste Abschnitt weist viele Bezüge zum Gewohnheitsrecht auf und greift einige ältere Rechtssätze auf. Der dritte Abschnitt („Statuten“) weist eine Mischung von älteren Bestimmungen und solchen auf, die erst im 13. und beginnenden 14. Jahrhundert gebildet sein können. Der vierte (und längste) Abschnitt ist mit „Ordelen“ (Urteile) überschrieben und umfasst aus der gerichtlichen Praxis stammende Bestimmungen zur Gerichtsordnung, zum Beweisrecht sowie einzelne Bestimmungen zum Privat- und zum Vertragsrecht. Der Abschnitt II weist hierbei Ursprünge im Corpus iuris civilis und damit dem römischen Recht auf, die sich mit Gedanken aus dem älteren Gewohnheitsrecht (z. B. der Bestimmung zur Vergewaltigung) vermischten.

### Ratsverfassung
Die städtische Gemeinde hatte sich im 12. Jahrhundert als Rechtskörperschaft herausgebildet. Spätestens mit dem Barbarossa-Privileg von 1186 konnten Männer und Frauen, die ein Jahr und einen Tag ein Grundstück besaßen sich auf den Grundsatz „Stadtluft macht frei“ berufen und auf eigene Bürgerrechte verweisen. Zur Organisation dieser Gemeinschaft der Bürger finden sich erstmals in einer Zollbefreiungsurkunde Erzbischof Gebhard II. von 1225 Hinweise, da dort sieben consules der Stadt namentlich als solche aufgeführt werden. Diese consules treten allerdings nicht als Rat auf, können aber wohl aber als Mitglieder einer solchen Institution gedacht werden.
Es hatte sich bereits vor der Kodifikation eine faktische Ratsverfassung entwickelt, auch wenn diese noch nicht schriftlich niedergelegt war. Die soziale Oberschicht der Bürgerschaft bildeten wenige Patriziergeschlechter, die allein ratsfähig waren. Hatte sich der Rat zunächst aus Mitgliedern der gesamten Bürgerschaft gebildet, ergänzte er sich mittlerweile im Wesentlichen selbst. Die Fassung des Stadtrechtes von 1303 enthielt aber kaum Regelungen über die Verfassung des Rates. Der Rat bestand zwischen 1289 und 1304 aus vierzehn Personen, was unter anderem aus der Einleitung zum Stadtrecht von 1303 ersichtlich ist. Ferner wurde dem Stadtrecht eine Liste der in der Folge der Unruhen von 1304 vertriebenen Geschlechter beigefügt. Ab 1304 bestand der Rat aus 36 Mitgliedern, wobei jeweils nur ein Drittel im jährlichen Turnus das Amt ausübte. 1330 kam es dann zur ersten schriftlichen Regelung der Ergänzung des Rates und der Ratsfähigkeit. Diese Bestimmungen wurden in das Stadtrecht nachträglich aufgenommen. Hierbei wurde der Rat mit Bestimmungen zum Mindestvermögen und dem Verbot, während der Mitgliedschaft im Rat ein Handwerk auszuüben, nur auf die wohlhabenden Schichten beschränkt. 1398 wurde diese Ratsordnung novelliert. Danach bildeten 4 Bürgermeister und 20 Ratsherren die Wittheit oder den Rat. Der jeweils regierende Rat wurde aus jeweils zweien der Bürgermeister und zehn Ratsherren gebildet.
Mit dem Umsturz 1428 wurde die Ratsverfassung umgestaltet, aber mit der Restauration von 1433 wieder hergestellt und hierbei auch in das Stadtrecht integriert. Von der Verfassung von 1428 blieb lediglich eine Regelung erhalten, nach der eine zu nahe Verwandtschaft zu einem Ratsmitglied der Aufnahme entgegenstehen konnte.

### Gerichtsbarkeit, insbesondere Kriminalgerichtsbarkeit

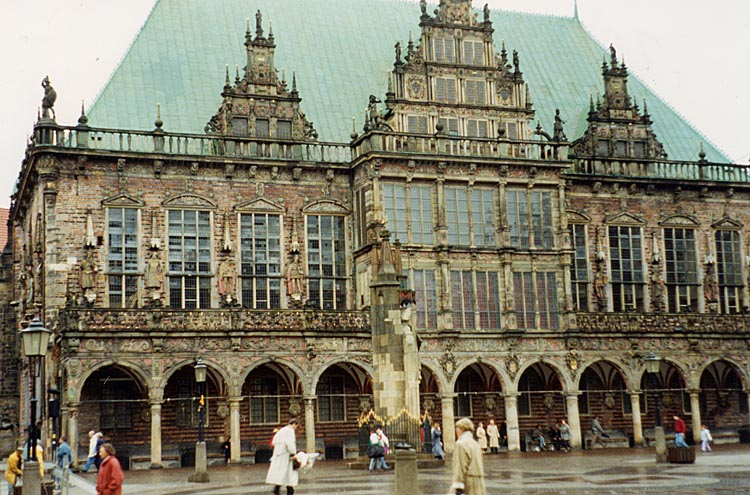
Rathaus zu Bremen. In dem zweiten Arkadenbogen von links fanden die Sitzungen des Vogtgerichtes des Bischofs statt. Der Rat beriet seine Gerichtsfälle in geschlossener Sitzung im Rathaus.

Die Gerichtspraxis in Bremen zeichnete sich durch eine gewisse Zweigleisigkeit bei der Gerichtsbarkeit aus. Neben der Gerichtsbarkeit durch den Rat bestand lange, letztlich sogar über das Bestehen des Bistums Bremen hinaus, eine Gerichtsbarkeit durch den Vogt des Erzbischofs. Die Gerichtsbarkeit des Bischofs war mit der Errichtung des Bistums entstanden. Spätestens seit dem 10. Jahrhundert war sie Hochgerichtsbarkeit und verfügte über den Königsbann. Der Bischof ließ sich, da ihm als Geistlichem keine weltliche Gerichtsbarkeit zukam, als Lehnsherr für die weltliche Gerichtsbarkeit durch seinen Vogt vertreten. Mit dem Barbarossa-Privileg von 1186 bildeten sich dann allmählich die städtischen Institutionen heraus, die in Konkurrenz zur Gerichtsbarkeit des Bischofs treten sollten. Mit der Zunahme der Selbstständigkeit der consules der Stadt im 13. Jahrhundert wird dann verstärkt auf eine Beteiligung der städtischen Organe an der Rechtsprechung hingearbeitet und schließlich für Streitigkeiten zwischen den Bürgern auch erreicht. Dies umfasste nicht nur das Privatrecht im heutigen Sinn, sondern auch innere Angelegenheiten der Verfassung der Bürgerschaft oder des Polizeirechts. Die Gebhardschen Reversalen von 1248 wandten sich dann auch vor allem dagegen, dass die städtischen Institutionen sich zusätzlich einseitig strafrichterliche Funktionen zugelegt hatten. Allerdings ergibt sich aus der Urkunde auch, dass die Vögte bei ihrer Gerichtsbarkeit bereits zuvor auf die Sachkenntnis und die Mitwirkung von Ratsmitgliedern zurückgegriffen hatten. Der Vogt urteilte hiernach in privat- und in strafrechtlichen Angelegenheiten, in zivilrechtlichen Sachen allerdings stets unter Mitwirkung von Vertretern des Rates. In dem Stadtrecht von 1303 wird betont, dass die Gerichtsbarkeit des Erzbischofs durch das Stadtrecht nicht gemindert werden solle. Allerdings wird zugleich die Zuständigkeit des Rates für streitige Rechtsangelegenheiten unterstrichen. Diese Zuständigkeit dehnte sich dann auch wieder in strafrechtliche Bereiche aus und verdrängte mit ihren moderneren Formen die umständlichere Gerichtsbarkeit der Vögte. Für 1330 ist dann ein Fall von Bigamie überliefert, in dem der Vogt das Verfahren vollständig an den Rat verwies. Die parallelen Gerichtswege führten dazu, dass bis in das 16. Jahrhundert Strafprozesse zuweilen vor beiden Gerichtswegen anhängig waren. Das Nebeneinander dieser Gerichtswege wurde erst 1541 durch ein Privileg Karl V. beendet. Es wurde danach ein Niedergericht für Streitfälle unter 200 Gulden und ein Obergericht für Streitfälle über 200 Gulden eingerichtet. Es blieb aber auch nach dem Privileg bei einer Zuständigkeit der bischöflichen Gerichtsbarkeit für Angehörige der Domimmunität und für die Blut- und Halsgerichtbarkeit. Zumindest eine Beteiligung des Vogtes war daher bei Fällen der Blut- und Halsgerichtbarkeit notwendig. Hier hatte der Rat nie auf eine Zuständigkeit gedrungen. Erst im Zusammenhang mit dem Reichsdeputationshauptschluss wurde auf die letzten Reste der Vogtgerichtsbarkeit verzichtet. Das erste mit einer Todesstrafe endende Verfahren, das der Rat allein durchführte, fand dann auch erst nach dem Reichsdeputationshauptschluss statt. Es war der Mordprozess gegen Gesche Gottfried von 1828 bis 1831.
Das Gericht der Vögte fand unter freiem Himmel statt, der Rat beriet seine Rechtsfälle unter Ausschluss der Öffentlichkeit im Ratsgestühl des Bremer Rathauses. Das Vogtgericht tagte zunächst auf dem Markt, der zunächst südlich des Kirchhofes der Liebfrauenkirche stattfand. Grund hierfür war, dass mit der Gerichtsbarkeit auch das Marktgericht verbunden war. In Urkunden des 14. Jahrhunderts wird der Gerichtsort der Vögte als „die vier Bänke“ bezeichnet. Aus Erwähnungen in Quellen aus dem 13. und des 14. Jahrhunderts lässt sich schließen, dass in dieser Zeit der Gerichtsort der Vogtei etwa an der Westseite des heutigen Rathauses lag. Auch die Bezeichnung „Schoppensteel“ für den Platz zwischen dem heutigen Rathaus und der Liebfrauenkirche weist auf einen Gerichtsort dorthin. Vollstreckungsstätten, wie etwa der Pranger oder der Richtpfahl, befanden sich in unmittelbarer Nähe. Mit dem Neubau des Rathauses 1405 musste der Gerichtsort der Vögte ausweichen. Fortan fanden die Gerichtssitzungen der Vögte im zweiten Bogen der Rathausarkaden statt. Das Vogtsgericht tagte regelmäßig dreimal im Jahr (ungebotenes Ding) oder bei Bedarf durch anstehende Rechtsfälle (gebotenes Ding).
Das Strafverfahren folgte in Bremen den Grundsätzen des Inquisitionsverfahrens, selbst noch im 19. Jahrhundert, als dieses Verfahren durch modernere Formen in anderen Staaten abgelöst worden war. Erst im Zusammenhang mit dem Prozess um die Giftmörderin Gesche Gottfried wurden erstmals die Grundsätze der Freien Beweiswürdigung eingeführt. Andererseits hatte Bremen als erstes deutsches Territorium, bereits im 17. Jahrhundert, die Freiheitsstrafe eingeführt und ein Zucht- und Arbeitshaus nach dem Vorbild von Amsterdam eingeführt, sowie faktisch auf die Folter verzichtet.

### Strafrecht

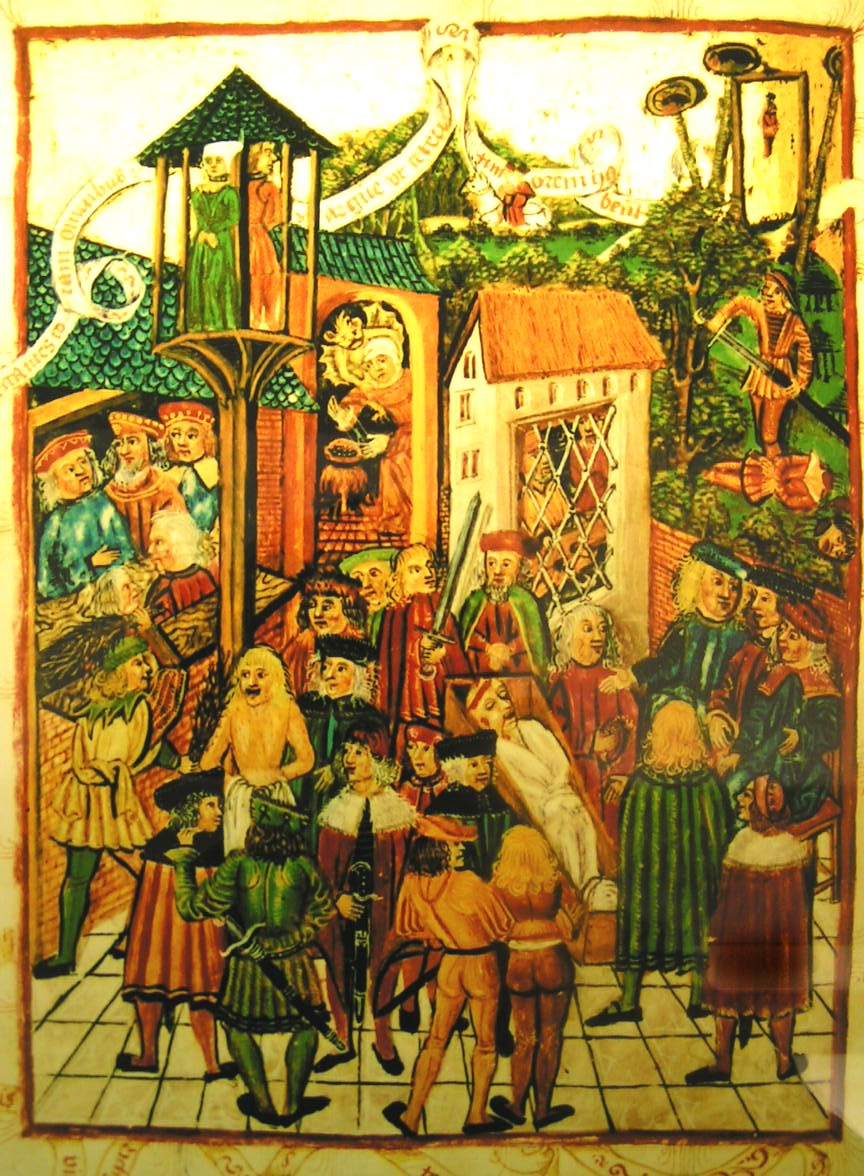
Darstellung üblicher Strafen in einer Handschrift zum Hamburger Stadtrecht von 1479, vermutlich von Absolon Stumme

Die strafrechtlichen Bestimmungen des Bremer Stadtrechtes sahen im Vergleich zum früheren Strafrecht des Früh- und Hochmittelalters in Bremen eine deutliche Strafverschärfung vor. Während im früheren Recht der Bußgeldzahlung der Vorzug gegeben wurde, was auch eine Einnahmequelle der Vögte und Bischöfe war, sah das modernere Stadtrecht als Todesstrafen Enthauptung, Erhängen, Rädern, Sieden oder Verbrennen vor. Als Körperstrafen waren vorgesehen: Abhauen der rechten Hand, Einbrennen eines Schlüssels in die Wange, Durchstoßen der Hand mit einem Messer und Stäupen mit Ruten. Grundsätzlich musste Anklage gegen Straftäter geführt werden (Akkusationsprinzip), erst mit der erneuten Kodifikation des Stadtrechtes 1433 wurden zwischen die Abschnitte III und IV einige Bestimmungen zum Bruch des Bürgerfriedens eingefügt. Dies waren Totschlag, tätliche Misshandlung, der Angriff und die Verletzung mit scharfen Waffen. Für diese Delikte wurde mit diesen Vorschriften erstmals bestimmt, dass die Strafverfolgung von Amts wegen zu erfolgen habe.
Eine Anpassung an spätere Rechtsentwicklungen erfolgte auf Veranlassung Heinrich Kreftings 1592. Hierbei wurden das Straf- und das Strafprozessrecht an die 1532 in Kraft getretene Peinliche Halsgerichtsordnung Karl V. angepasst. Die Carolina war an römisch-rechtlichen Vorbildern orientiert. So wurde durch die Reformierung der entsprechenden Abschnitte die Körperverletzung und die Beleidigung, die bisher als gegen die Allgemeinheit gerichtetes Unrecht begriffen wurden, Privatklagedelikte. Das hatte zur Folge, dass an die Stadt eine Buße und gleichzeitig eine Wiedergutmachung an den Geschädigten zu zahlen war. Eine Körperstrafe für das bloße Zücken einer scharfen Waffe unterblieb; nunmehr wurde hierfür eine Geldbuße und eine Verweisung aus der Stadt für Jahr und Tag vorgesehen. Strafprozessual wurde die überkommene Regelung gestrichen sich durch Unschuldseid vom erbrachten Augenscheinsbeweis zu befreien.

### Hexerei
Im Sachsenspiegel gab es eine Bestimmung zum Umgang mit Hexen. Diese wurde mit einer beweisrechtlich bedeutenden Einschränkung in das Hamburger Stadtrecht und über dieses in das Bremer Stadtrecht übernommen: Die Hexe musste auf frischer Tat ertappt worden sein. Insgesamt war mit dieser einzigen Bestimmung im Bremer Stadtrecht zur Hexerei aber nur der Schadenzauber unter Strafe gestellt. In Bremen kam es daher während der Zeit der Hexenverfolgung nur zu relativ wenigen Hexenprozessen. Zwar bestand der doppelte Rechtsweg vor dem Rat und dem Vogteigericht, faktisch überwies der Vogt aber derartige Prozesse regelmäßig an den Rat wegen der Schwierigkeit der Rechtsmaterie. Dort galt, wie aus zwei Rechtsbelehrungen an die Stadt Oldenburg ersichtlich ist, das Akkusationsprinzip, das heißt, es war erforderlich, dass vom Geschädigten oder einer anderen Person Anklage erhoben wurde. Die sonst aus der Umgebung Bremens überlieferte Wasserprobe als Gottesbeweis wegen Hexerei unterblieb und wurde teilweise ausdrücklich abgelehnt. Eine Ausweitung der Kriminalgerichtsbarkeit fand nach dem Erlass der Constitutio Criminalis Carolina 1532 statt, da diese als Reichsrecht erhebliche Bestimmungen gegen Hexerei enthielt.

### Familien- und Erbrecht
Das Bremer Recht zeigt etwa im Ehegüterrecht eine erkennbar geringere Differenziertheit als der Sachsenspiegel, beispielsweise das Nutzungsrecht der (auch geschiedenen) Ehefrau am Eigentum des Ehemannes. Ein Unterschied betrifft das im Hamburger Recht vorgesehene Verbot, die im Kindsbett liegende oder schwangere Witwe aus dem Gut des Mannes zu vertreiben; im Bremer Recht geht es ausschließlich um die Ehefrau, der Hinweis auf die Witwenschaft unterbleibt. Hier ist allerdings unklar, ob der Schutz der Schwangeren auf die Ehefrauen ausgedehnt werden soll. Ein Versehen wird allerdings ausgeschlossen, da dieser Passus unverändert 1428 und 1433 übernommen wurde.
Das ursprüngliche Erbrecht in Bremen sah eine ungeteilte Gesamthandsgemeinschaft von Vätern und Söhnen vor. Dieses Recht wurde jedoch bereits unter Erzbischof Adaldag (937–988) zugunsten einer Kopfteilsgemeinschaft aufgelöst, die schließlich auch die Ehefrau und die Töchter einbezog. Das Stadtrecht sah daher Absonderungsrechte für die Kopfteile der Ehefrau und des Ehemannes vor. Es bestand aber kein Abteilungsanspruch der Kinder gegen den Vater. Töchter und Söhne wurden bei der Kopfteilsberechnung gleichberechtigt behandelt. Vom allgemein üblichen sächsischen Recht wich das bremische insofern ab, als dass die Gerade als Sondererbfolge der Frauen nicht vorgesehen war. Dies ging auf eine bereits 1206 erfolgte Aufhebung zurück.

### Dienst- und Gesinderecht
Bleibt das Eherecht und auch das Erbrecht hinter dem Sachsenspiegel und dem Hamburger Stadtrecht zurück, so ist das Gesinde- und Dienstbotenrecht wesentlich weiter ausgearbeitet. Dies lässt sich darauf zurückführen, dass im städtischen Leben mit der differenzierteren Wirtschaft dem was heute Individualarbeitsrecht genannt wird, eine erheblichere Bedeutung hatte als im allgemeinen sozialen Leben des Mittelalters.
Der Sachsenspiegel verzichtete im Abschnitt über das Lehnsrecht ausdrücklich auf eine ausführliche Darstellung, da es zu unterschiedliche Ausprägungen geben würde. Allerdings finden sich in den Ausführungen zum Landrecht Vorschriften zur Lohnfortzahlung, zu Lohnrückzahlungen, zur Haftung des Herren für von seinen Knechten angerichtete Schäden und für Spielschulden der Knechte. Diese Abschnitte wurden über das Ordeelbook übernommen. Das Bremer Stadtrecht sah aber Ergänzungen und Abweichungen vor: So konnte nach dem Bremer Recht ein Knecht bei Kündigung den vollen Lohn fordern, soweit er die Kündigung nicht selbst verschuldet hatte. Andererseits musste er bei eigener Kündigung Schadensersatz für die entgangenen Dienste ab Beendigung des Dienstverhältnisses leisten, was beim Sachsenspiegel noch das Doppelte dessen war, was der Dienstherr als Entlohnung in Aussicht gestellt hatte. In Bremen und Hamburg wurden die dienstrechtlichen Bestimmungen auch auf Frauen ausgedehnt und diese in Bremen dienst- und gesinderechtlich sogar gleichbehandelt. Es werden Regelungen zu Mindestlöhnen (mênasle) in Höhe von vier Schillingen getroffen. Ferner finden sich Regelungen für den Fall des Todes des Dienstherren oder des Angestellten. Die Regelung im Bremer Stadtrecht, dass Gesellen von ihren Meistern sowohl in ihrer Gesundheit zu unterhalten und auch in der Krankheit zu versorgen waren, stellte eine Vorstufe in der Entwicklung zum heutigen Arbeitsrecht dar.

### Schiffs- und Seerecht

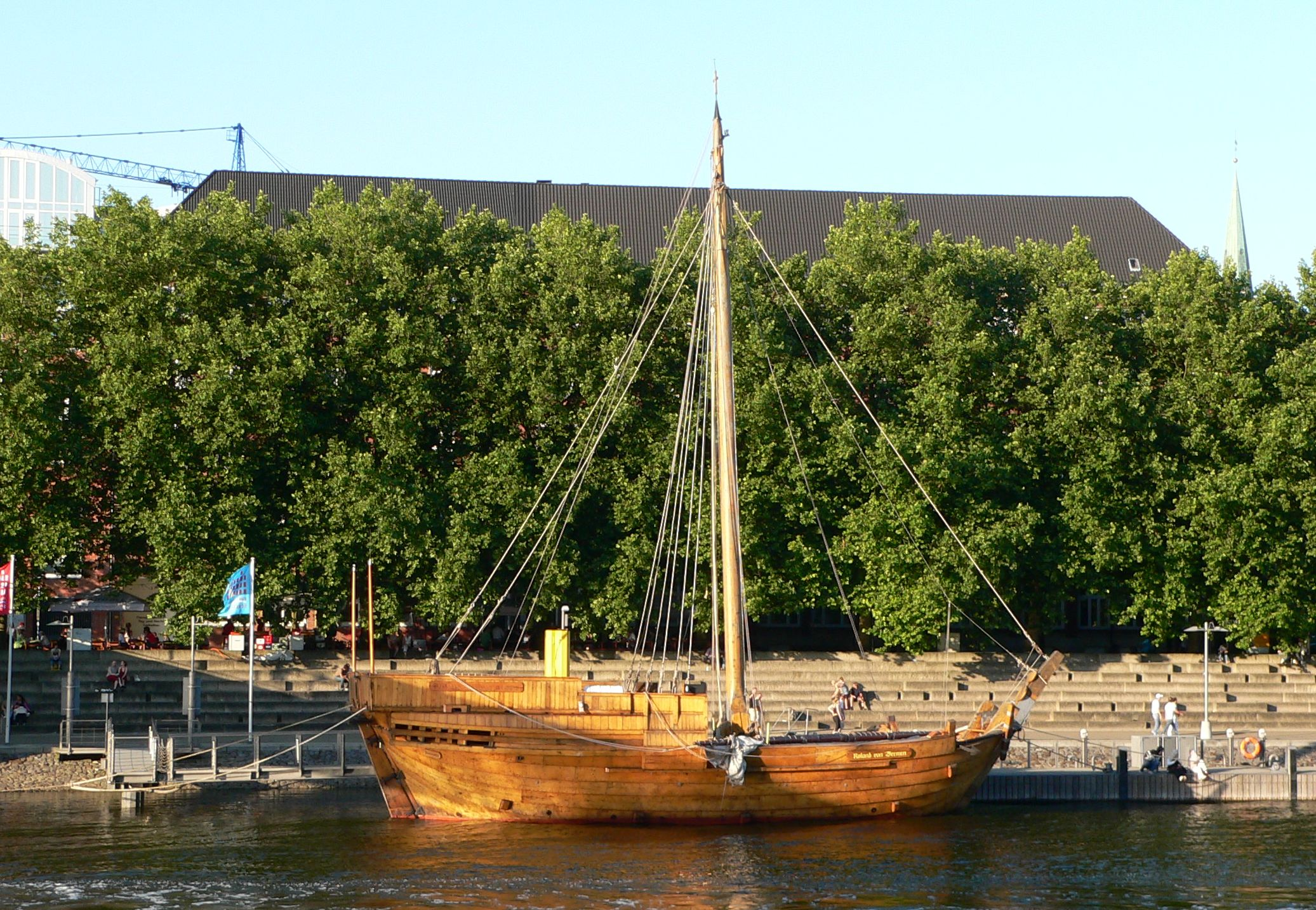
Die „Roland von Bremen“, der Nachbau einer Kogge von 1380, die in der Wesermündung 1962 gefunden wurde.

Für eine Seehandelsstadt besteht naturgemäß ein gewisses Interesse an der Regelung schiffs- und seerechtlicher Fragen. In den mittelalterlichen Stadtrechten war eine abweichende Regelung vom allgemeinen Recht im Seerecht durchaus üblich. So sah das allgemeine Recht etwa vor, dass derjenige, der einen Schaden verursacht, diesen auszugleichen hat. Ein Verschulden spielte hierbei keine Rolle. Im Schiffs- und Seerecht war eine Schadensteilung zwischen Kaufleuten und Reedern beziehungsweise Schiffsführern üblich – und etwa im bremischen Recht auch vorgesehen. In der bremischen Stadtrechtskodifizierung finden sich allerdings nur drei Regelungen mit entsprechendem Bezug. Eine war bereits in der ursprünglichen Fassung vorhanden, bei den beiden anderen handelte es sich um frühe Novellen. Damit ist das bremische Seerecht relativ zum Seerecht in anderen norddeutschen Seehandelsstädten unterentwickelt. Das Stadtrecht von Schleswig (um 1200 entstanden) enthielt neun Bestimmungen, das Stadtrecht Flensburgs von 1284 acht, das Lübecker Stadtrecht dreizehn und auch das hamburgische Stadtrecht wohl dreizehn Regelungen. Die Regelungen im Bremer Recht waren tendenziell günstiger für den Schiffsführer. So sah das bremische Recht vor, dass das Frachtrisiko zwischen Schiffsführer und Kaufmann zu teilen war. Das Frachtgeld war zu Fahrtbeginn zur Hälfte zu errichten und zur anderen Hälfte nach der erfolgreichen Durchführung der Fahrt. Nach späteren hansischen Gepflogenheiten trug der Schiffsführer das Risiko vollständig, da er erst nach erfolgreicher Durchführung entlohnt wurde.

Allerdings ist eine zwischen 1335 und 1349 datierbare Abschrift des Bremer Stadtrechtes überliefert, die unter anderen als Anhang eine größere Anzahl seerechtlicher Rechtssätze umfasst. Diese Sätze stellen insgesamt ein voll entwickeltes Seerecht dar. Dieses Seerecht ist weitestgehend vom Hamburger Seerecht entliehen. Nach Bremen gelangten diese Rechtssätze auf dem Umweg über den Handel mit Flandern, in dem Hamburg führend war. Die bremischen Kaufleute griffen auf die vorhandenen Hamburger Einrichtungen zurück und mussten sich dabei an das hamburgische Recht anpassen. Dabei war dieses Hamburger Recht zunächst nur das Recht und der Handelsgebrauch der Hamburger Flandernfahrer, die es entwickelten. Diese Anpassung an fremdes Rechts wurde dann in die bremische Praxis übernommen. Erleichtert wurde dies auch dadurch, dass das Seerecht insgesamt auch weniger ein örtlich gebundenes Stadtrecht, sondern zum großen Teil eher internationales Verkehrsrecht ist und auch damals entsprechend gesehen wurde. Allerdings wurde das ursprünglich hamburgische Recht erst mit der Übernahme von gesamthansischen Seerecht 1378 auch offiziell Bremer Stadtrecht.

Mit der zunehmenden Bedeutung des gesamthansischen Schiffsrechtes und dem Rückgang der Vorrangstellung Hamburgs im Flandernhandel geriet dieses Seerecht allerdings zunehmend außer Gebrauch. Mit der gesamthansischen Schiffsordnung von 1482 verloren partikulare stadtrechtliche Regelungen schließlich weitgehend ihre Bedeutung. 1575 erließ die Bremer Schiffergesellschaft allerdings eine eigenständige Schiffsordnung. Diese wurde als „Ordonatie“ übernommen. 1614 wurden Teile dieser Regelungen in das gesamthansische Recht übernommen.

### Maß- und Gewichtswesen
Das Maß- und Gewichtswesen war ursprünglich Bestandteil des vom Kaiser an die bremischen Erzbischöfe verliehenen Marktrechtes. Allerdings begann sich die Bürgerschaft Bremens auch im Marktwesen etwa seit Erlass des Gelnhausener Privilegs von 1186 durch Friedrich I. (Barbarossa) zunehmend zu verselbstständigen. Diese Kompetenz-Ausweitung durch die Bürger der Stadt betraf auch das Maß-, Gewichts- und Eichwesen. Als Teil der Gerhardischen Reversalen von 1246 wurde die Stadt allerdings gezwungen selbst gesetzte Statuten wieder aufzugeben. Nun sollten Betrügereien beim Messen und Wiegen durch den bischöflichen Vogt gemeinsam mit einem Ratsmann geahndet werden, die Einnahmen hieraus sollten geteilt werden. Ein „neuer Scheffel“ wurde wieder abgeschafft, die althergebrachten bischöflichen Maße wurden wieder eingeführt. In einem Vertrag zwischen der Stadt und Erzbischof Hildebold von 1259 wurde dieser Zustand nochmals bestätigt.

Bei der Kodifizierung des Stadtrechtes wurde die folgende Regelung aufgenommen: 

„En jewelik schal ok hebben rechte Mate unde rechte Gewichte haben. (Jeder soll auch rechte Maße und Gewichte haben)“

 Das Maß-, Gewichts- und Eichwesen wurde in der Folge unter anderem in den Kundigen Rollen von 1450 und 1489 weiterentwickelt. Eine wichtige Regelung in dieser Entwicklung war die Verleihung des Krameramtes in einem Privileg vom 15. August 1339. Die geschworenen Amtsmeister wurden darin mit der späteren Funktion der Eichmeister beliehen. Außerdem wurde eine zugunsten des Rates zu zahlende Geldbuße in Höhe einer bremischen Mark Silber (entsprach 233,856 g) eingeführt. Die erste Maß- und Gewichtsordnung wurde um 1470 mit einem Nachtrag von 1487 im Ratsdenkelbuch niedergelegt.
Nachdem es zu Zweifeln an der Neutralität der durch die Zünfte eingesetzten geschworenen Meistern gekommen war, wurden 1600 vom Rat ernannte Eichmeister eingesetzt. Die ab 1647 in Urkunden als Kemper bezeichneten Eichmeister wurden nicht besoldet, sondern waren auf die Eichgebühren und den Vertrieb von geeichten Gewichten und Maßen angewiesen.

## Die Stadtrechtsfamilie

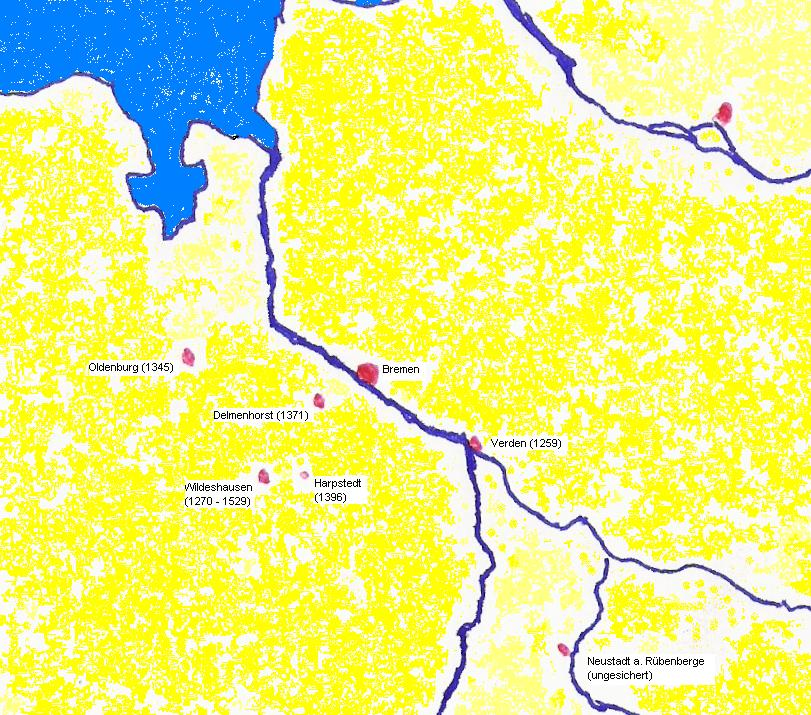
Die Bremer Stadtrechtsfamilie

Von den Ortschaften, die der Stadtrechtsfamilie zuzuordnen sein könnten, hatten nur vier (Delmenhorst, Oldenburg, Verden und Wildeshausen) im Mittelalter bereits den Status einer Stadt. Bei Nienburg ist im 13. Jahrhundert bereits der Stadtstatus nachweisbar, welcher Stadtrechtsfamilie Nienburg zugerechnet werden kann, ist allerdings unklar. Von der Lage her wäre eine Zugehörigkeit zur Bremer Stadtrechtsfamilie möglich. Auch bei Hoya und Rotenburg (Wümme) wäre eine Zugehörigkeit zu dieser Stadtrechtsfamilie denkbar, ist aber nicht nachweisbar. Für Neustadt am Rübenberge liegt ein nicht näher datiertes Anschreiben an den Bremer Rat vor, in dem der Rat Neustadts um Rechtsbelehrung bat. Damit sind Beziehungen nachweisbar, die auch eine gewisse Wahrscheinlichkeit für die Zugehörigkeit für sich haben. Sicher ist dies allerdings nicht, da Rechtsrat auch unabhängig von der Zugehörigkeit zu einem Rechtskreis eingeholt werden konnte. Die Ortschaften, für die die Zugehörigkeit nachweisbar ist, liegen in einem relativ kleinen Bereich um die Hansestadt Bremen. Die Größe des Gebietes umfasst von Nord nach Süd etwa 40 km und von West nach Ost etwa 80 km. Angrenzende Stadtrechtsbereiche waren im Norden und Osten das vom Soester Stadtrecht inspirierte Lübische Recht und die Hamburger Stadtrechtsfamilie, ferner die Stadtrechtsfamilien Lüneburgs und Braunschweigs. Im Süden befanden sich die Rechtskreise der westfälischen Stadtrechtsfamilien Dortmunds und Münsters. Im Westen schließlich grenzte das Gebiet Frieslands mit eigener Rechtstradition an dieses Gebiet des Bremer Stadtrechts.

### Verden (ab 1259)
Verden, als Sitz des Bischofs von Verden, wurde durch ein Privileg des Bischofs vom 12. März 1259 Stadtrecht verliehen. Zuvor hatte sich der Ort zum Ende des 12. Jahrhunderts hin zur Stadt entwickelt. Aus der Urkunde lässt sich allerdings ableiten, dass bereits zuvor ein Stadtrecht in Verden bestanden haben muss. Die Urkunde enthält unter anderem eine Regelung zum Rechtsgrundsatz „Stadtluft macht frei“, in der es um die Anfechtung der Freiheit eines Bürgers nach diesem Grundsatz geht. Bezugspunkt für diese Regelung soll laut der Urkunde eine Forderung des bestehenden Stadtrechtes sein. Die Handhabung und die Formulierung der Verdener Urkunde weisen deutliche Ähnlichkeiten mit der Ausformulierung im bremischen Barbarossa-Privileg von 1186 auf. Haase schließt hieraus, dass die Möglichkeit einer Beeinflussung des Stadtrechtes des nahen Verdens durch die bremische Rechtspraxis möglicherweise schon länger vorhanden war. Am Ende der Urkunde werden die Verdener für Rechtsbelehrungen an den Rat in Bremen verwiesen: Ein typisches Merkmal für die Zugehörigkeit zu einer Stadtrechtsfamilie. Darüber hinausgehende direkte Hinweise auf eine Zuordnung zur Stadtrechtsfamilie gibt es nicht. Es ist lediglich eine Bitte um eine rechtliche Belehrung von 1511 überliefert. Allerdings ist eine Praxis der mündlichen Einholung von Belehrungen aus dem nahen Bremen wahrscheinlich.
Am 1. Mai 1330 wurde vom Rat der Stadt in Zusammenarbeit mit einem Ausschuss der Bürger der Stadt eine Statutensammlung erlassen. Diese Sammlung stellte eine eigene Rechtssetzung der Stadt dar. Die Sammlung zeigt allerdings keinen unmittelbaren Bezug zum bremischen Recht. Lediglich in drei Artikeln finden sich Übereinstimmungen; zwei der Artikel können aber auch gemeinsame landrechtliche Ursprünge haben, der dritte betrifft ein auch sonst verbreitetes Statut. Aus einer Dreiteilung des Rates, wie sie für die Städte der bremischen Rechtsfamilie typisch, sonst in Nordwestdeutschland aber sehr ungewöhnlich ist, lassen sich aber trotzdem Einflüsse des Bremer Rechts erkennen. Im Verdener Stadtrechtsbuch von 1433 findet sich nur ein Artikel mit erkennbarem Bezug zum Bremer Stadtrecht. Anders verhält es sich mit den Verdener Statuten von 1582. Diese weisen erhebliche Übereinstimmungen mit dem Bremer Stadtrecht von 1433 auf. So ähnelt die „Statuta Verdensis“ dem bremischen Stadtrecht von 1433 im Aufbau. Von den insgesamt 182 Artikeln entsprechen 113 Artikel den Bestimmungen des Bremer Stadtrechtes oder zeigen nur geringfügige Abweichungen. Bei 69 kann eine Herkunft aus dem bremischen Recht zwar nicht nachgewiesen werden, aber selbst von diesen weisen fünf eine erhebliche Ähnlichkeit zu bremischen Bestimmungen auf.

### Wildeshausen (1270–1529)
Die Gegend des heutigen Wildeshausen befand sich im 9. Jahrhundert im Besitz von Nachkommen Widukinds. Einer dieser Nachkommen, Graf Waltbert, errichtete eine Kirche und 851 wurden die Gebeine des Heiligen Alexander von Rom in diese Kirche überführt. Waltbert gründete dann 872 auf Grund dieser Kirche ein Hauskloster und schenkte hierbei auch die „villa“ Wildeshausen dem Kloster. 980 wurde das Kloster mit der Siedlung durch Otto II. an das Bistum Osnabrück übertragen. Der weitere Verbleib des Ortes Wildeshausens ist unklar. Adam von Bremen berichtet allerdings, dass Erzbischof Adalbert von Bremen versuchte, einseitig seine Machtsphäre auszudehnen, indem er beabsichtigte, in Wildeshausen ein Suffraganbistum zu gründen. Nach Auseinandersetzungen zwischen dem Haus der Welfen und dem Bistum Bremen kam es 1219 zu einer Vereinbarung zwischen Erzbischof Gerhard II. und dem Pfalzgraf Heinrich dem Älteren, unter anderem wurde in der Vereinbarung die Propstei Wildeshausen an das Bistum Bremen abgetreten. 1228 verzichtet auch das Haus der Askanier auf Ansprüche auf Wildeshausen. Wildeshausen gehörte allerdings weiterhin kirchenrechtlich zur Diözese Osnabrück, die Vogtei befand sich in den Händen der Grafen von Wildeshausen-Oldenburg. Als 1270 das Grafenhaus ausstarb, zog Erzbischof Hildebold dann die Propstei Wildeshausen endgültig an das Erzbistum Bremen. Allerdings waren die Herrschaftsverhältnisse über die Stadt Wildeshausen ungeklärt. Der Erzbischof gewährte in diesem Zusammenhang Wildeshausen 1270 das Stadtrecht nach Bremer Recht. Die Urkunde von 1270 enthält allerdings keine Hinweise auf einen vorgesehenen Rechtszug nach Bremen. Auch sind keine entsprechenden Gesuche erhalten. Es wird allerdings vermutet, dass Rechtsanfragen auf mündlichen Wege erfolgten und möglicherweise vorhandene Urkunden im Zusammenhang mit den Ereignissen des Jahres 1529 vernichtet worden sein könnten.
Das einzige erhaltene Stadtbuch der Stadt Wildeshausen aus dem 14. Jahrhundert umfasst 30 Statuten, die nur geringe Bezugspunkte zum Bremer Stadtrecht aufweisen. Soweit Ähnlichkeiten (etwa die Dreiteilung des Rates) vorhanden sind, können diese auch auf die verwandten städtischen Lebensverhältnisse, ähnliches überkommenes Recht oder den Zeitgeist zurückgeführt werden. Die Bestimmungen des Wildeshauser Stadtbuches stehen jedoch in keinem Widerspruch zu den Bestimmungen im Bremer Stadtrecht. Allerdings wird zu Beginn einer Regelung, die Schadensersatz- und Schuldfragen bei Feuersbrünsten betrifft, die Gemeinsamkeit mit dem Bremer Recht ausdrücklich betont.
Wildeshausen wurde vom Bistum Bremen häufig verpfändet, es erfreute sich durch diese Verpfändungen und der damit verbundenen Unsicherheiten über die Herrschaftsverhältnisse sowie einer gewissen Randlage zu verschiedenen Machtfaktoren einer sehr großen Selbstständigkeit. 1429 war eine Verpfändung an das Bistum Münster erfolgt, dieses hatte Wildeshausen seinerseits weiterverpfändet an den eigenen Vasallen, den Amtmann von Harpstedt Wilhelm von dem Busche. 1509 versuchte das Bistum Bremen Wildeshausen wieder an sich zu ziehen, die Wildeshausener verweigerten Erzbischof Johann III. von Bremen allerdings die Huldigung. Gleichzeitig setzte insgesamt in Wildeshausen vor dem Hintergrund der Reformation eine priester- und kirchenfeindliche Bewegung ein. Schließlich überfielen die Wildeshausener Untertanen des Bistums Münster, wobei ein Priester der Diözese getötet wurde. Über Wildeshausen wurde daraufhin die Reichsacht verhängt. Der Bischof von Münster wurde zur Durchführung der Reichsacht ermächtigt. Im Rahmen dessen wurden der Stadt Wildeshausen alle Hoheitsrechte entzogen, die bisherige Stadt wurde (vorübergehend) zum Flecken abgestuft und alle bisherigen Rechte zumindest vorübergehend auf das Gogericht auf dem Desum (bei Emstek) übertragen. Die Hauptfahrt zur Einholung von Rechtsrat nach Bremen wurde ausdrücklich untersagt. Damit endete die Zugehörigkeit Wideshausens zur bremischen Stadtrechtsfamilie.

### Oldenburg (1345)
Oldenburg entstand um die wahrscheinlich schon 1108 bestehende Burg der Grafen von Oldenburg. Der Ort war dann durch das Mittelalter bis in die Frühe Neuzeit Sitz der Grafen und nahm damit den typischen Charakter einer Residenzstadt an. Ein Markt lässt sich in Oldenburg erst 1243 nachweisen, der von den Grafen dann aber gefördert wurde, um vom Handel zwischen Bremen und Friesland beziehungsweise Westfalen zu profitieren. Zunächst macht sich ein Einfluss des westfälischen Stadtrechtes bemerkbar. So werden in einer Urkunde von etwa 1299 Schöffen erwähnt, die für die niedersächsischen Stadtrechte untypisch sind, wohl aber in den westfälischen Stadtrechten vorkommen. In späteren Urkunden wird allerdings von „consules“ gesprochen; Schöffen werden nicht mehr erwähnt. Es lässt sich dann eine allmähliche Übernahme des Bremer Rechts feststellen, so wurde Bremer Stadtrecht für das erste Oldenburger Stadtbuch abgeschrieben, vermutlich war Bremen auch das Vorbild für die oldenburger Ratsverfassung von 1300. 1345 erteilte der Graf von Oldenburg schließlich ein Privileg, in dem er Oldenburg städtische Freiheiten verleiht und die Stadt unter das Bremer Recht stellt. Die Urkunde nennt aber eine Vielzahl von Vorbehalten. So behält sich der Graf die Abhaltung eines Gerichtes durch einen Vogt und andere Regalien vor. Der Stadt wurden selbstständige Bündnisse mit Dritten untersagt. Gleichzeitig teilte der Graf den Räten von Osnabrück und Dortmund mit, dass er Oldenburg zur freien Stadt erhoben habe, sie unter bremisches Recht gestellt und ihr sieben Messen erlaubt habe. Damit wird deutlich, dass es vor allem um eine Förderung des Handels durch einen Abbau der Handelsbeschränkungen und durch Schaffung von Rechtssicherheit für die Kaufleute ging. 1429 und 1463 wird das Bremer Stadtrecht, allerdings zusammen mit den Einschränkungen, bestätigt.
1433 betonte der Graf von Oldenburg in Auseinandersetzungen zwischen dem Rat Oldenburgs, dass er keinesfalls alle Rechte des Bremer Stadtrechtes verliehen habe, insbesondere die peinliche (das heißt strafrechtliche) Gerichtsbarkeit behielt er sich ausdrücklich vor. Danach konnte in zivilrechtlichen Streitigkeiten Rechtsrat in Bremen eingeholt werden; Strafsachen gehörten nicht vor ein Gericht der Stadt oder den Rat, sondern ausschließlich vor die gräflichen Gerichte. Wie der Instanzenzug in Zivilsachen und Angelegenheiten der freiwilligen Gerichtsbarkeit im Einzelnen verlief, lässt sich im Einzelnen nur vermuten. Sicher bestand ein Rechtszug vom Oldenburger Rat an den Bremer Rat als Oberhof. Rechtsanfragen von oldenburgischen Untergerichten direkt an den Rat in Bremen konnten allerdings bislang nicht nachgewiesen werden. Einen überlieferten Sonderfall stellt der Rechtsstreit zwischen dem Grafen von Oldenburg und Alf Langwarden dar, einem abgesetzten Bürgermeister Oldenburgs. Auf Ersuchen Langwardens wurde der Bremer Rat vom Kaiser zur Rechtsentscheidung bevollmächtigt. Strittig bewertet wird, wie die Tätigkeit des Bremer Rates in diesem, letztlich in einem Vergleich endenden Prozess zu werten sei. Haase interpretierte das Verhalten des Rates als Versuch sich gegenüber dem Grafen die Rolle eines Obergerichtes zu erschleichen; Eckhardt interpretiert den Vorgang lediglich als die Einsetzung des Bremer Rates als Stellvertreter des Kaisers im Einzelfall. Auch 1575 wurde von Seiten der Grafen von Oldenburg nochmals klargestellt, dass die Gerichtshoheit bei ihnen läge und insbesondere die Privilegien der Stadt Bremen nicht für Oldenburg gelten würden, es gelte lediglich das materielle Bremer Privatrecht. Zur Begründung für diese Position bezog sich der Graf unter anderem darauf, dass Bremen mit seinen Stadtbefestigungen für seinen Schutz selbst aufkommen müsse, da der Erzbischof nichts leiste, er aber die Verteidigung Oldenburgs sicherstelle.
Die Bedeutung des Bremer Stadtrechtes für Oldenburg bewirkte, dass der erste Druck des Bremer Stadtrechtes im Auftrag des königlich-dänischen Justiz- und oldenburgischen Regierungsrat Johann Christoph von Oetken erfolgte. Der Druck erschien 1722 unter dem Titel „Corpus Constitutionum Oldenburgicarum“.

### Delmenhorst (1371)
Wie Oldenburg war Delmenhorst Residenzstadt. Hier residierte die jüngere Linie des Hauses Oldenburg, die Grafen von Oldenburg-Delmenhorst. Die Residenz war eine bereits 1259 bestehende Burg. Um 1300 wurde eine Ortschaft bei der Burg erwähnt. 1311 verpflichteten sich die Grafen, die Straße von Delmenhorst nach Huchting instand zu halten. 1371 war der Ort soweit gediehen, dass die Delmenhorster Grafen das Stadtrecht nach bremischem Recht verliehen; allerdings unter ähnlichen Einschränkungen, wie die Verwandten in Oldenburg. Trotz der Verleihung des Stadtrechtes blühte Delmenhorst nicht auf. Zurückzuführen ist dies vor allem auf die zu große Nähe zu dem großen Handelsplatz Bremen, der Delmenhorst bis in das 19. Jahrhundert kaum wirtschaftlichen Raum für eine eigene Entwicklung ließ. Erst für 1577 lässt sich überhaupt eine Niedergerichtsbarkeit in Delmenhorst nachweisen, die auch erst 1699 an die Stadt übertragen wurde.

### Harpstedt (1396)
Für Harpstedt ist eine Urkunde des Grafen Otto von Hoya und Bruchhausen vom 5. März 1396 überliefert. In der Urkunde wird die Absicht des Grafen kundgetan ein Weichbild zu begründen und dieses bremischem Recht zu unterstellen. Haase geht davon aus, dass es sich hierbei um einen abgebrochenen Versuch einer Stadtgründung handelte und dass entgegen der Darstellung älterer Autoren kein weiterer Hinweis auf die Ausdehnung des Bremer Stadtrechtes vorliege. Demzufolge sei von einer Geltung dieses Rechtes in Harpstedt nicht auszugehen. Eckhardt weist demgegenüber nach, dass eine abschriftlich überlieferte Urkunde des Bürgermeisters und des Rates des Wigbolds und Bleks zu Harpstedt nach Bremer rechte von 1607 bestehe, die auch mit unse wychbolde nach Bremer rechte und Harpstedeschen Siegel beglaubigt wurde. Ferner ist die Existenz dieses Weichbildes nachweisbar. Auch berief sich Harpstedt noch im 19. Jahrhundert auf die Urkunde.
Rechtsanfragen aus Harpstedt sind allerdings nicht nachzuweisen, ein Oberhofverhältnis zu Bremen ist aber nicht auszuschließen.

### Andere Orte
Für Neustadt am Rübenberge ist ein nicht näher datiertes Schreiben an den Rat von Bremen überliefert, in dem um Rechtsbelehrung in drei Fällen gebeten wird. Darüber hinaus liegt noch ein etwa aus derselben Zeit stammendes Schreiben vor, das ein Hilfeersuchen des Neustädter Rates in Bezug auf einen Bremer Bürger an den Rat in Bremen umfasst. Haase meint hieraus die Vermutung ableiten zu können, dass in Neustadt am Rübenberge und wahrscheinlich auch in Nienburg das Bremer Stadtrecht gegolten haben könnte. Eine Urkunde über die Verleihung des Bremer Stadtrechtes liegt allerdings nicht vor. Auch sonst setzt eine Anfrage und Bitte um eine Rechtsbelehrung nicht zwingend die Geltung des Bremer Stadtrechtes voraus. Weitere Belege für eine entsprechende Rechtsbeziehung sind nicht bekannt.

## Die Urkunden zum Bremer Stadtrecht

### Stadtrechtsbücher für das Stadtrecht von 1303/1308
Für das Stadtrechtsbuch von 1303/1308 lassen sich direkt oder indirekt mindestens sechs Abschriften und eine Originalfassung belegen. In den bremischen Archiven erhalten haben sich bis heute hiervon allerdings nur vier Bücher.
Zunächst ist das Originalstadtrechtsbuch zu nennen. Dieses Rechtsbuch umfasst 108 Pergamentblätter im Format von 33,7 mal 22,7 cm. Verwendet wurde für diese Urkunde braune Tinte. Für das Register, Zählungen, Überschriften und Auszeichnungsstücke wurde rote; für Zierinitialen wurde abwechselnd rote und blaue Tinte verwendet. Vereinzelt finden sich Initialen in Blattgold. Das Buch ist zweizeilig. Dieses Stadtbuch ist gekennzeichnet durch einen relativ breiten Raum, den die drei nachweislichen Schreiber der ursprünglichen Fassung für Ergänzungen und Novellierungen gelassen haben und eine Vielzahl von solchen Nachträgen bis 1424, die den ursprünglichen Text weitgehend überwuchern. Diese Ergänzungen und Änderungen füllten im Laufe der Zeit fast den gesamten vorgesehenen Freiraum. Der ursprüngliche Text war in einer gotischen Buchminuskel des 14. Jahrhunderts gestaltet. Die späteren Ergänzungen von etwa drei Dutzend unterschiedlichen Händen verfassten Ergänzungen wurden weniger in Buch-, sondern in der Regel jeweils in zeittypischen Kanzlei- und Urkundenschriftformen verfasst. Das Buch weist insgesamt starke Gebrauchsspuren auf und wurde wohl in der ersten Hälfte des 16. Jahrhunderts in einen aus Schweinsleder bestehenden Renaissanceeinband nach einer Restaurierung neu gebunden.
Die älteste überlieferte Abschrift des Bremer Stadtrechts von 1303/1308 wurde wahrscheinlich für den privaten Nutzen durch einen der Ratsherren verfasst, fand sich dann in der Dombibliothek und gelangte dann unter unbekannten Umständen in die Archive der Stadt Bremen. Die Abschrift umfasst 88 Blätter, ist mit brauner Tinte und für Auszeichnungstexte, Überschriften und Zählungen in roter sowie für Zierinitialen in roter und blauer Tinte gestaltet. Datieren lässt sich die Handschrift durch das letzte aufgenommene Urteil des Rates auf etwa das Jahr 1332. Verfasst ist die Abschrift in Mittelniederdeutsch, lediglich die Datierung und die Eingangsformel sind in lateinischer Sprache. Mit 20,5 mal 15,5 cm ist diese Abschrift sehr kleinformatig.
Die zweitälteste überlieferte Abschrift umfasst 93 Blätter aus Pergament mit einer Höhe von 34 cm und einer Breite von 23,5 cm. Diese Abschrift wurde lange für das Original gehalten, erst Oelrich wies durch Schriftvergleich wieder nach, dass es sich um eine Abschrift handelte. Datieren lässt sich das Buch in der Haupthand auf eine Zeit um 1335, die Ergänzungen in dieser Abschrift bis etwa 1420. Verfasst ist diese Abschrift im Wesentlichen in mittelniederdeutscher Sprache, lediglich das Kalendarium, die Eingangsformel, die Datierung und sakrale Texte wurden latinisiert. Auch diese Abschrift ist zweizeilig gehalten und ursprünglich in Form der gotischen Buchminuskel geschrieben worden. Die Abschrift wurde einheitlich von einer Hand gestaltet. Besondere Bedeutung hat diese Abschrift durch drei größere Nachträge, die weniger Novellen als Erweiterungen beziehungsweise Durchbrechungen des ursprünglichen Stadtrechts darstellen. Zunächst sind die sakrale Texte (Auszüge aus der Genesis, dem Johannesevangelium und Heiligengeschichten) dem Stadtrecht vorangestellt. Rechtlich nennenswert ist das mit vier Seiten angehängte Hamburger Schiffs- und Seerecht, was das im ursprünglichen Bremer Stadtrecht nur unvollständig entwickelte Schiffs- und Seerecht erheblich ergänzte. Ferner wurde ein Namensregister an- und ein Kalendarium vorgehängt.
Die dritte erhaltene Abschrift lässt sich auf das letzte Viertel des 14. Jahrhunderts datieren und basiert ihrerseits auf ein nicht überlieferte Abschrift zurück, die ihrerseits vor 1330 angelegt wurde. Diese Abschrift ist die am wenigsten sorgfältig verfasste Abschrift und weist zahlreiche Fehler und Auslassungen auf. Das kleine Format von 20,5 mal 15 cm deutet auf einen privaten Auftraggeber hin. Ergänzungen wurden nicht vorgenommen, Notizen auf freien Blättern der Handschrift deuten aber darauf hin, dass dieses Exemplar noch im 16. Jahrhundert herangezogen wurde. In der Neuzeit wurde diese Abschrift mit einer Abschrift des Stadtrechtes von 1433 aus dem 16. Jahrhundert und des ersten gedruckten Proklams, der „Hochzeits-, Kindelbier- und Begräbnisordnung“ von 1587, zusammengefasst.

### Drucke des Stadtrechtes
Durch die Vielzahl der Abschriften der Glossen, die auf Krefting, Wichmann und Almers zurückgingen, und divergierende kursierende Abschriften des Stadtrechtes war es im Laufe des 17. Jahrhunderts kaum möglich, an einen verbindlichen Rechtstext zu gelangen. Bis 1828 erfolgte sogar die Vereidigung der Ratsherren nicht auf dem authentischen Original, sondern auf einer Abschrift.
Die fehlende Einigung über einen verbindlichen Rechtstext und seine Kommentierung – Kreftings, Almers und Wichmanns Glossen kamen einer solchen Anerkennung als Kommentierung noch am nächsten – bewirkte, dass es von privater Seite erst spät zu einer Drucklegung kam. Von offizieller Seite unterblieb sie zunächst ganz.
Der erste Druck des Bremer Stadtrechtes erfolgte im Auftrag des königlich-dänischen Justiz- und oldenburgischen Regierungsrat Johann Christoph von Oetkene. Der Druck erschien 1722 unter dem Titel „Corpus Constitutionum Oldenburgicarum“. Zugrunde lag dieser Ausgabe allerdings nicht das Stadtrecht von 1303 (das formell in Oldenburg das ausschlaggebende war) und nicht die Fassung von 1433, sondern die von Krefting überarbeitete Version des frühen 17. Jahrhunderts, einschließlich Kreftings Glossen. Diese Verbindung von Gesetzestext und Kommentierungen führte allerdings dazu, dass das Werk in der Praxis zunächst nicht angenommen wurde, da die Abgrenzung zwischen Gesetz und Kommentar aus damaliger Sicht nicht erkennbar war. Es folgte ein Abdruck im Appendix des zweiten 1748 erschienenen Bandes von Friedrich Esaias Pufendorfs Observationes juris universi. Er hatte hierzu mehrere Abschriften herangezogen und auch die Verdener Statuten und das Hamburger und das Stader Stadtrecht als Vergleichsmaterial hinzugezogen. Gleichwohl gilt der Abdruck noch als nicht originalgetreu. Der Abdruck der Kundigen Rolle sollte auch unzutreffenderweise von 1539 stammen. Die mangelnde Genauigkeit wurde schon von Zeitgenossen bemängelt. Auch die 1765 in Christian Nettelblatts Greinir ... oder Nachlese von alten, neuen, fremden und eigenen ... Abhandlungen von 1765 enthaltene Druckfassung galt als untauglich, da sie zahlreiche Lücken und Unzulänglichkeiten aufwies.
Den ersten Druck, der von der Rechtspraxis als brauchbar angenommen wurde, ging von dem Juristen und Syndikus der bremischen Kaufmannschaft Gerhard Oelrichs aus. Dieser veröffentlichte zunächst 1767 einen Glossar zum Bremer Stadtrecht („Glossarium ad Statuta Bremensium“, erschienen in Frankfurt am Main). Oelrichs wandte sich dann aber an den Senat um Einsichtnahme in das Originalsstadtrecht und andere Originalurkunden zum Bremer Stadtrecht. 1771 erschien dann seine „Volstaendige Sammlung alter und neuer Gesetz-Bücher der kaiserlichen und des heil. römischen Reichs freien Stadt Bremen aus Original-Handschriften“. Oelrich hatte den Druck selbst unter der Aufnahme von Hypotheken und der Ausstellung von Handfesten finanziert. Der Preis für eine Ausgabe lag bei 4 Reichstalern. Enthalten in dem Buch waren auf 934 Seiten: Die Stadtrechtsfassungen von 1303, 1428, 1433, die Kundigen Rollen von 1450 und 1498, das Oldenburger Stadtrecht von 1345, soweit Abweichungen zum Bremer Recht vorlagen, und einige Land- und Deichrechte des Umlandes. Der Absatz des Buches war allerdings ein wirtschaftlicher Fehlschlag, doch wurde sein Werk bereits von den Zeitgenossen anerkannt. Der Rat Bremens schenkte Oelrich für sein Werk vermutlich einen 1997 von einem seiner Nachfahren bei Sotheby’s zur Versteigerung gegebenen silbernen Tafelaufsatz. Die Ausgabe Oelrichs verdrängte die alten Abschriften und blieb in der bremischen Rechtspraxis bis weit in das 19. Jahrhundert hinein das maßgebliche Werk, trotz vorhandener Lese- und Druckfehler.

### Geschichte der Urkunden im 20. Jahrhundert
Die Stadtrechtsurkunden lagerten im Bremer Staatsarchiv. Im Laufe des Zweiten Weltkrieges wurden die Stadtrechtsurkunden zum Schutz vor Bombenangriffen ausgelagert. In der Folge fielen sie in die Hände der Roten Armee und wurden als Beutekunst in die Sowjetunion verbracht. Der größte Teil der Urkunden kehrte 1991 aus Moskau und 2001 aus Armenien zurück.  2014 tauchte die bis dahin als verschollen geltende Kundige Rolle bei einer Händlerin in den Vereinigten Staaten auf und wurde dem Staatsarchiv zurückerstattet. Vermutlich war sie von einem US-Soldaten als Souvenir mitgenommen worden.